# Orange Is the New Black
Orange Is the New Black (oft abgekürzt mit OITNB) ist eine US-amerikanische Dramedyserie von Jenji Kohan, die ab Juli 2013 in den USA von Netflix per Streaming veröffentlicht wurde. Die Serie basiert auf dem Buch Orange Is the New Black: Mein Jahr im Frauenknast von Piper Kerman. In Deutschland ist die Serie seit dem 16. September 2014 ebenfalls über Netflix abrufbar. Ab April 2017 lief die Serie auf ZDFneo.
Anfang Februar 2016 wurde die Serie um drei weitere Staffeln verlängert. Im Oktober 2018 gab Netflix bekannt, dass die Serie 2019 nach der siebten Staffel endet.

## Handlung
Piper Chapman stammt aus Connecticut und lebt in New York. Sie betreibt eine erfolgreiche Kosmetiklinie, ist bisexuell und glücklich mit Larry Bloom verlobt. Eines Tages wird sie von ihrer Vergangenheit eingeholt und wegen einer vor zehn Jahren begangenen Drogengeldwäsche, die sie auf dem College mit ihrer Geliebten Alex begangen hat, zu 15 Monaten Haft verurteilt. Im Gefängnis trifft sie auf Frauen aus allen sozialen Schichten und unerwartet auch auf ihre ehemalige Freundin Alex. Im Laufe der Haft kommt sie wieder mit ihrer Ex zusammen. Pipers Verlobter fängt währenddessen etwas mit ihrer besten Freundin an.
In der Serie wird die aktuelle Handlung immer wieder durch Rückblenden in die Vergangenheit der einzelnen Figuren unterbrochen und so nach und nach die gesamte Vorgeschichte bis zum Haftantritt erzählt.

## Figuren

### Piper Chapman

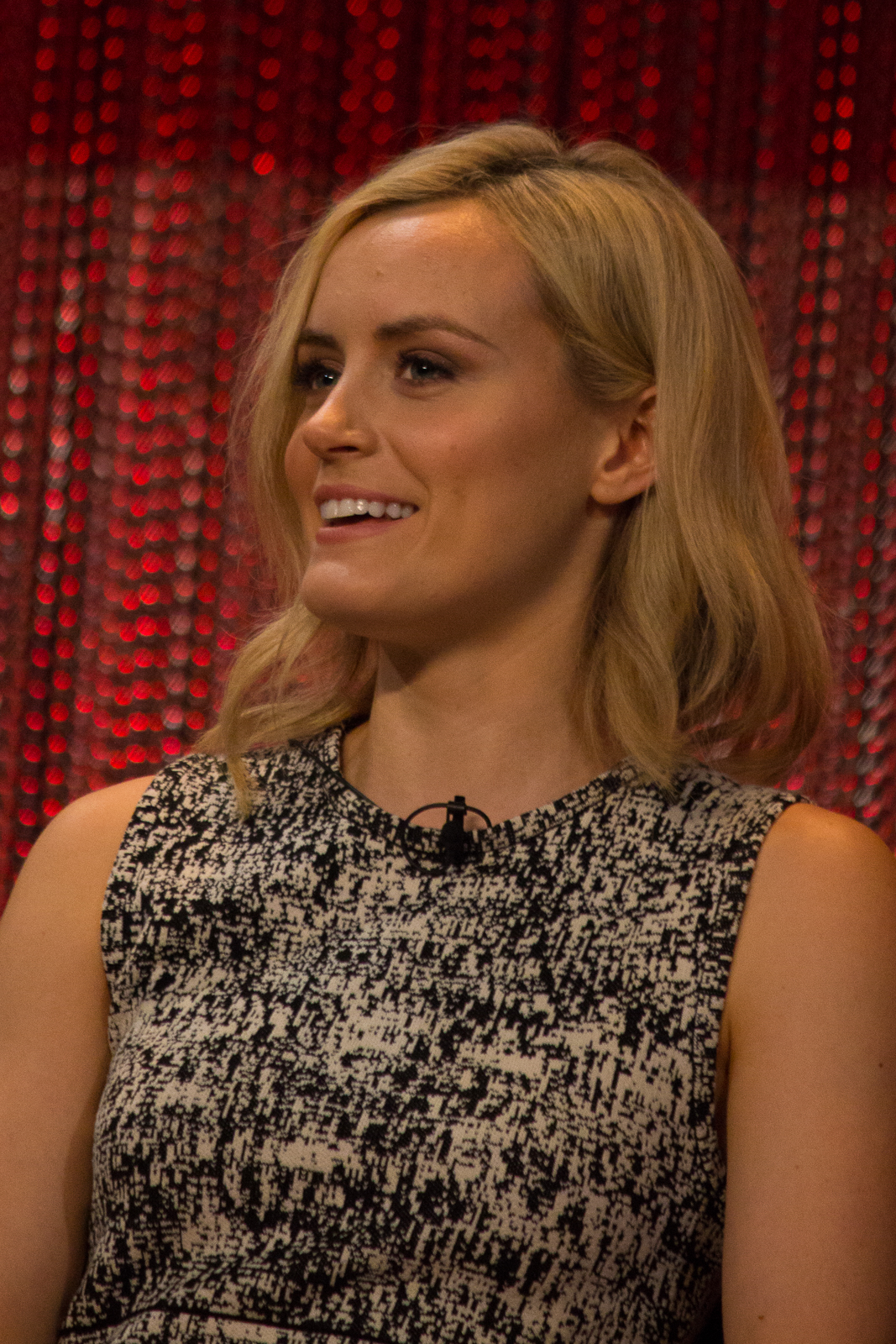
Taylor Schilling spielt Piper Chapman

Piper ist eine 32-jährige Managerin, die zu 15 Monaten Gefängnishaft verurteilt wurde, weil sie zehn Jahre zuvor für ihre Geliebte Alex einen Koffer mit Drogengeldern transportiert hatte. Sie ist eine typische Frau aus der Mittelschicht in den USA und muss im Gefängnis den Umgang mit den anderen Gefangenen von Grund auf erlernen. Sie macht sich schon in ihrer ersten Woche Feinde und muss auch mit Mobbing umgehen, denn als Weiße gehört sie nicht nur zu der Minderheit im Gefängnis, sondern ist mit ihrem sozialen Stand auch eine Einzelgängerin. Ihre einzige Verbindung ist die mit Alex, die sie im Gefängnis wiedertrifft. Sie arbeitet zunächst in der Elektrowerkstatt des Gefängnisses. Nach einem unbegründeten Aufenthalt in der Isolationshaft beginnt sie erneut eine Affäre mit Alex. Daraufhin trennt sich ihr Verlobter Larry von Piper. Nach dem Ende der Affäre mit Alex (weil diese sie zehn Jahre zuvor verraten hat und so der Grund für ihren Gefängnisaufenthalt ist) gerät sie an einen sozialen und mentalen Tiefpunkt, landet erneut in Isolationshaft und muss einige Wochen im Gefängnis von Chicago verbringen. Nach einem weiteren Verrat von Alex gelangt sie ins Litchfield-Gefängnis zurück. Nach einiger Zeit dort bekommt sie Hafturlaub und beginnt, den Kontakt zu Alex wieder aufzubauen. Nach deren Wiederinhaftierung beginnen beide erneut eine Beziehung.
Piper baut in der dritten Staffel ein illegales „Höschen-Geschäft“ auf, in dem sie getragene Unterwäsche von Gefängnisinsassinnen via Internet verkauft. Die Unterwäsche wurde von einem Unternehmen gestohlen, welches seine Produkte im Gefängnis von Häftlingen herstellen lässt. Da Alex in der dritten Staffel nicht die starke Persönlichkeit zu sein schien, in die sich Piper verliebte, hatte sie eine Romanze mit Stella Carlin, einem aus Australien stammenden Neuzugang in Litchfield. Diese tätowiert Piper den Spruch trust no bitch in den Arm. Als Carlin erfährt, dass sie bald entlassen wird, stiehlt sie die Einnahmen aus Pipers Geschäft. Piper erfährt davon und kann in einer Intrige gegen Carlin erreichen, dass diese, statt entlassen zu werden, in den Hochsicherheitstrakt des Gefängnisses verlegt wird, wo sie mit Nichols einsitzt.
In der vierten Staffel versucht sie, ihren neuen Status als Alphatier im Gefängnis zu verteidigen. Daran scheitert sie – wegen mangelnder Erfahrung, die aus kaum mehr als Ghetto-Klischees bestand, wegen der Verdoppelung der Gefangenenzahl am Ende der dritten Staffel, die die Mehrheitsverhältnisse zugunsten der Latinas deutlich verändert, und wegen ihrer Unfähigkeit, im kriminellen Milieu des Gefängnisses Kontakte von gegenseitigem Vorteil zu halten, die sie beschützen. Piper gründet so unter falschen Absichten mit der Unterstützung von Oberaufseher Piscatella eine Arbeitsgruppe gegen organisierte Banden im Gefängnis, welche sich aber durch die Zusammensetzung aus weißen Gefangenen schnell zu einem rassistischen Neonazi-Ableger im Gefängnis entwickelt. Ihre neue Mitinsassin Stephanie Hapakuka aus Hawaii ist zunächst Pipers Beschützerin, doch nach Entstehen der weißen Fraktion im Gefängnis ist Piper nicht bereit, auch sie vor dem rassistischen Mob zu beschützen. So verrät sie Piper schließlich an die Latinas, die Pipers Geschäftsidee kopiert haben und die nun, da ihre Position im Gefängnis geschwächt ist, Piper wegen ihrer Verbindungen zur Neonazi-Szene in einem Hinterhalt in der Küche mit einem Hakenkreuz brandmarken. Mit der Hilfe von Red wird die Brandmarke zu einem Fenster umgestaltet. Am Ende der vierten Staffel protestiert Piper halbherzig gegen die weiße Folter von Blanca Flores in der Cafeteria und distanziert sich so von der arischen Schwesternschaft, an deren Entstehen sie unabsichtlich beteiligt war.

### Alex Vause

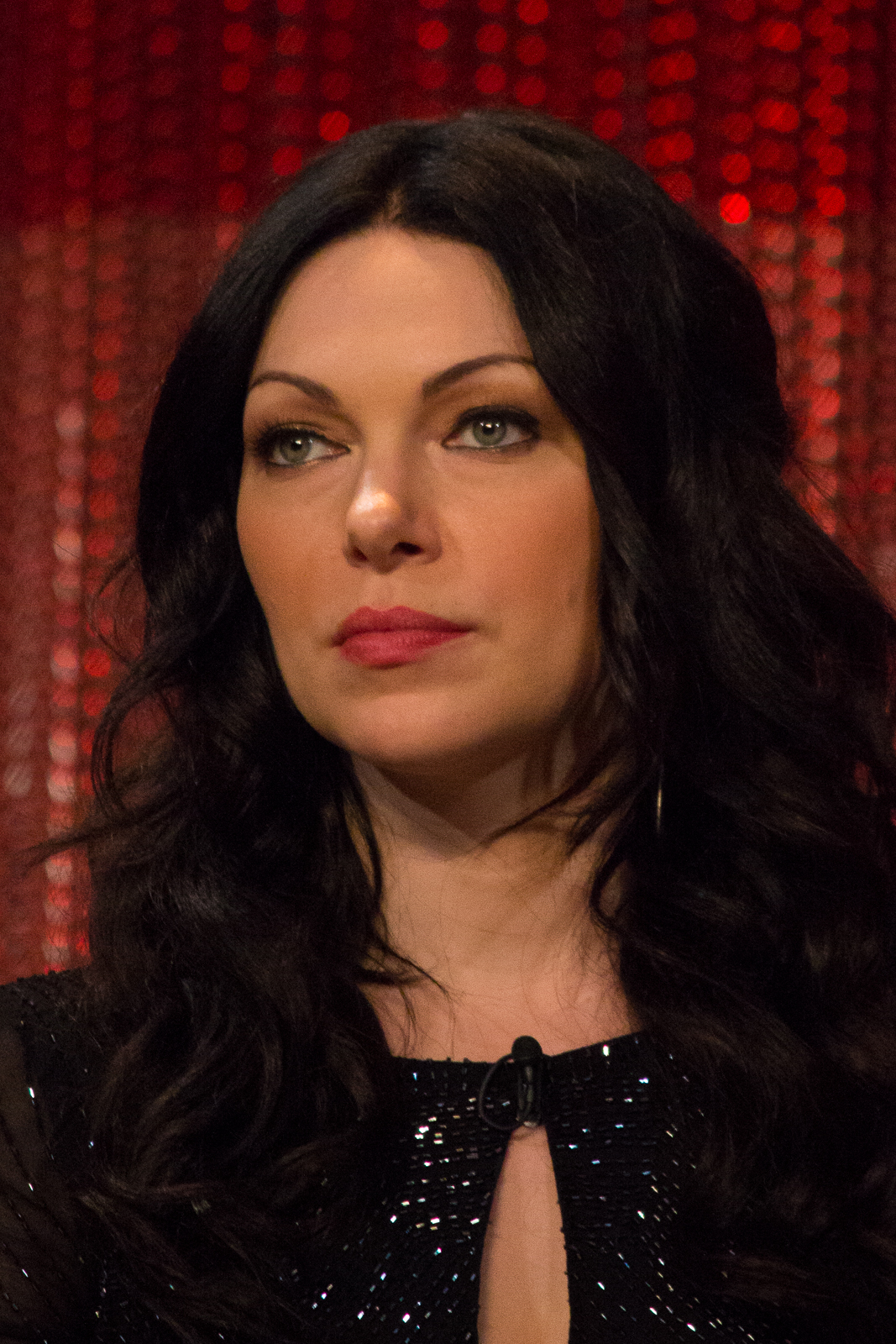
Laura Prepon spielt Alex Vause

Alex ist eine verurteilte Drogenschmugglerin, die für Kubra, den Anführer eines Drogenkartells, gearbeitet hat. Zehn Jahre vor der Inhaftierung in Litchfield hatte sie eine Beziehung mit Piper geführt, deren Ende sie nur schwer verkraftete. Sie stammt aus ärmlichen Verhältnissen und wuchs mit einer alleinerziehenden Mutter auf. Ihren Vater, ein Musiker, lernte sie erst spät kennen. Im Gefängnis führt sie die Beziehung mit Piper on-and-off und nach mehrmaligem gegenseitigen Verrat fort. Alex Vause wurde dem Wäschedienst zugeteilt, unter anderem mit der anfänglichen Feindin Pennsatucky. Am Ende der dritten Staffel hat sich ein Auftragsmörder in Litchfield als Wärter eingeschleust, der allerdings zu Beginn der vierten Staffel, beim Versuch Alex im Gewächshaus zu erwürgen, von Alex’ Mitinsassin Lolly Whitehill niedergeschlagen und später von Vause endgültig getötet wird. Dies teilt sie Whitehill allerdings nicht mit, sodass diese sich weiterhin für die Mörderin hält, was der labilen Frau nach der Entdeckung der Leiche zum Verhängnis wird.

### Sam Healy

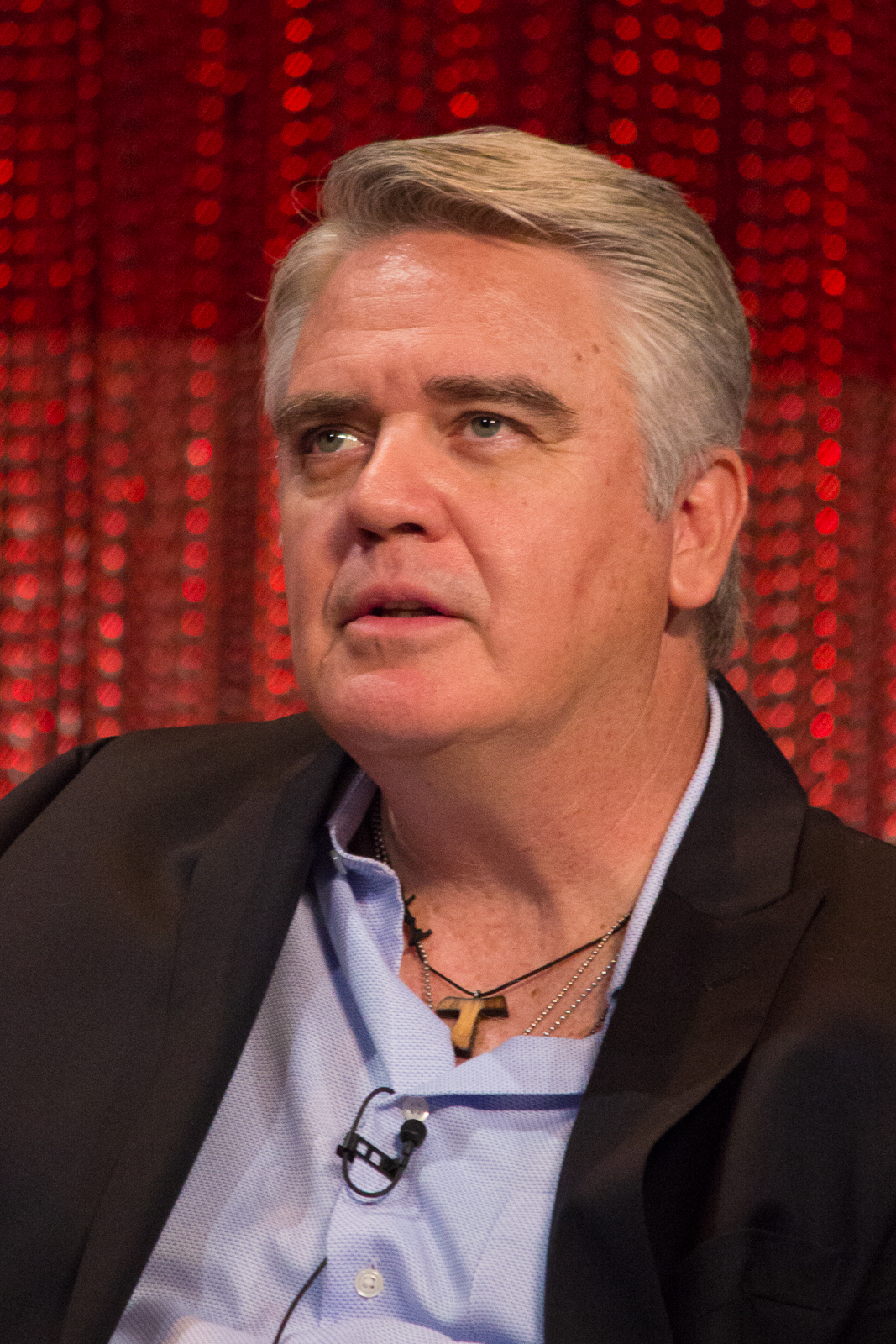
Michael J. Harney spielt Sam Healy

Sam Healy ist bis zum Ende der dritten Staffel der Chef der Gefängniswärter mit einer Vergangenheit als Sozialarbeiter. Er ist ein nahezu manischer Lesbengegner und hat trotz all seiner Versuche Schwierigkeiten, längerfristigen Kontakt mit Menschen zu knüpfen. Seine Angebote für die Sozialarbeit scheitern an ihrer simplen Konstruktion. Ihm wird außerdem ein Machtproblem nachgesagt. In einem Rückblick wird gezeigt, dass seine Mutter wegen Engelsvisionen und einer unterstellten Homosexualität in psychiatrischer Behandlung war, die auch eine Elektrokrampftherapie beinhaltete. Als seine Mutter die Behandlung gegen den Willen des Vaters abbrechen wollte, suchte sie Unterstützung bei ihrem Sohn Sam. Dieser aber war von den Geisteszuständen seiner Mutter verängstigt und befürwortete die Behandlung. Daraufhin floh die Mutter aus dem Elternhaus.
Er hat eine verwöhnte, ukrainische „Katalog-Ehefrau“ namens Katya, die russisch und nur begrenzt englisch spricht, was zu Problemen in der Ehe führt. Da die Gefangene Red aus Russland stammt, sucht er oft ihren Rat für seine Beziehung. Letztendlich muss er mithilfe von Red jedoch einsehen, dass dieser Ehe keine Zukunft bestimmt ist, sodass er sich von Katya scheiden lässt. Nach ihrer Scheidung hört er jedoch nicht auf, sie anzurufen.
Im Gefängnis versucht er für die Frauen ein Berater zu sein, wirkt aber auf die meisten Insassinnen unsympathisch und abstoßend. Im Versuch, Gefangene an seine Angebote zu binden, schreckt er auch nicht davor zurück, seine Kollegin Berdie Rogers zu bekämpfen, falsche Auskünfte über die Rechte der Gefangenen zu geben und Medikamente zu verschreiben. In der vierten Staffel wird Healy von Gefängniswärter Piscatella aus dem Justizministerium von seiner Position ins Abseits gedrängt. In einem letzten Anruf an seine geschiedene Ehefrau gesteht er sich ein, in seinem Beruf nicht gut zu sein. Nach einem Suizidversuch, den er wegen eines Anrufs auf seinem Handy abbricht, ist er nun Patient in einer psychiatrischen Anstalt. In der letzten Staffel arbeitet er in der Gastronomie und wird dort von Joe Caputo besucht.

### Claudette „Miss Claudette“ Pelage
Miss Claudette stammt aus Haiti und ist Pipers erste Zellengenossin in der „Bucht“. Sie ist sehr streng und im Gefängnis gefürchtet. In ihrem Vorleben betrieb sie einen Reinigungsdienst, bei dem sie illegal eingewanderte Kinder beschäftigte. Sie sitzt im Gefängnis, weil sie einen Mann ermordete, der eines ihrer Mädchen vergewaltigt hatte. Nachdem sie Piper zuerst eher verachtet und angefeindet hatte, wird sie ihr gegenüber mit der Zeit zugänglicher. Als ihre Berufung vor Gericht scheitert und die Wärterin Fischer, die im Versuch, den Respekt der Gefangenen zu erlangen, Claudette verwarnen will, greift Miss Claudette Fischer an und wird von dort an für immer in den Hochsicherheitstrakt verlegt.

### Galina „Red“ Reznikov

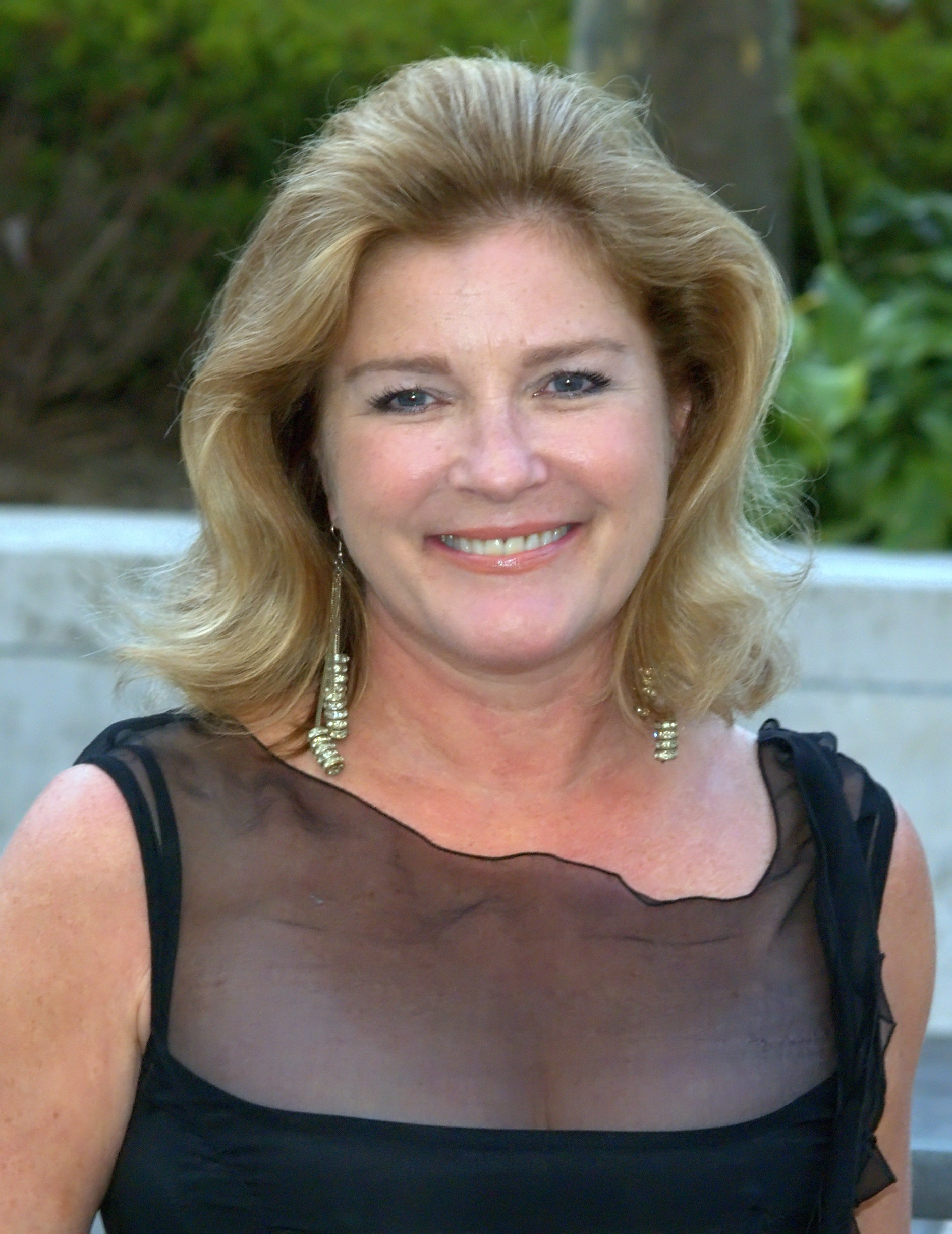
Kate Mulgrew spielt Red

Red ist die Küchenchefin und Chefgärtnerin des Gefängnisses. Sie und ihr Mann betrieben ein Restaurant, das er während ihrer Haft schließen musste. Für ihre Mittäterschaft bei der russischen Mafia und mehrfachen Mord wurde sie zu einer Gefängnisstrafe verurteilt. Red wird von den anderen Insassinnen je nach Loyalität gefürchtet oder respektiert. Mit Vee und Judy King, die beide etwa ihr Alter haben, legt sie sich an, doch zeigte sie Mitgefühl gegenüber den jüngeren Frauen in Notlagen. Sie unterstützt Nicky bei ihren Bemühungen, clean zu werden und Piper, als sie im Bandenkampf mit den Latinas unterliegt und sie die Brandmarkierung loswerden will. Von Poussey bekommt sie in der ersten Staffel ein Buch über den Garten geschenkt, aus welchem sie bei einer Gedenkrunde nach dem Tod Pousseys in der vierten Staffel vorliest. Sie glaubt daran, dass jemand, der emsig ist, zu beschäftigt sei, um in Drogen und Kriminalität verwickelt zu werden. So sollen auch Küche und Garten den Gefangenen helfen, sich aus Schwierigkeiten herauszuhalten. In der vierten Staffel wird der Garten für Bauarbeiten auf Litchfield auf Veranlassung von Gefängniswärter Piscatella zerstört, wobei die Leiche des Attentäters, welche Alex, Whitehill und Frieda dort vergruben, ausgegraben wird. Red wird daraufhin von Piscatella illegal verhört, nachdem er den Schlüssel der getöteten Wache bei ihr findet, weiß er, dass sie etwas damit zu tun hat und hält sie für mehrere Tage wach, um ihren Willen zu brechen. Als Piscatella Red in der Cafeteria herumschubst und betont, an ihr zur Abschreckung ein Exempel zu statuieren, veranlasst diese Maßnahme die Litchfield-Insassen zu einer Protestaktion in der Cafeteria, die von Piscatella schließlich mit Gewalt aufgelöst wird.

### Yvonne „Vee“ Parker
Vee ist eine matriarchische Psychopathin aus dem Lehrbuch, die vernachlässigte und Waisenkinder als Ersatzmutter an sich bindet, um sie als Drogenkuriere einzusetzen. Sie stellt sicher, dass sie selbst bei Untersuchungen und Durchsuchungen sauber herauskommt, manipuliert ihr Umfeld und erhält Loyalität nur in der Aussicht des eigenen Vorteils aufrecht: ihr Umfeld benutzt sie auch zu ihrem persönlichen Schutz und lässt ihre Kuriere fallen, sobald sie in Schwierigkeiten geraten und sie nicht mehr von Nutzen sind. Taystee war unter den Litchfield-Insassen eines ihrer ersten Opfer, als sie sich nach anfänglichem Widerstand gegen Vee ihrer Bande wegen Problemen in ihrer Pflegefamilie anschließen muss. Da Poussey als einzige der Insassen ihrem Charme widerstehen kann, trennt sie durch ihren mütterlichen Einfluss auf Taystee und durch homophobe Drohungen gegen Poussey die beiden Freunde. Während Vee Zigaretten im Gefängnis aus geschmuggeltem Tabak herstellt, bringt Red andere Konterbande ins Gefängnis. Red kennt Vee von einer früheren Haftzeit und obwohl Red über Vees psychopathische Veranlagung Bescheid weiß und versuchte, Vee umzubringen, konnte Vee nach einem unentschiedenen Kampf erreichen, Red von einer Zusammenarbeit zu überzeugen. Vee möchte jedoch letztendlich das Geschäft von Red übernehmen und überwältigt sie schließlich mit einem in einer Socke versteckten Schloss. Vee überzeugt Suzanne anschließend davon, die Täterin zu sein. Die anderen Gefangenen richten sich gegen Vee, die aus Litchfield durch Reds Versorgungstunnel unter dem Garten flüchtet. Rosa, ebenfalls auf der Flucht, überfährt sie mit dem Gefängnis-Van, da Vee zu Rosa zuvor unfreundlich war.

### Larry Bloom

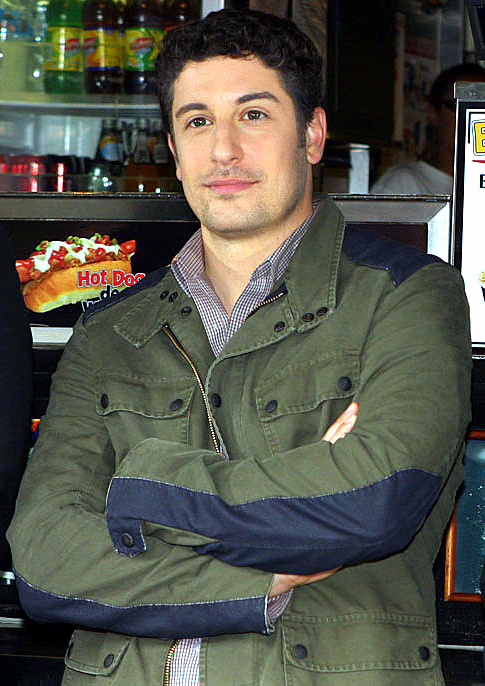
Jason Biggs spielt Larry Bloom

Larry ist ein freier Schriftsteller, Journalist und der Verlobte von Piper. Er ist schockiert, als Piper ihm von ihrem früheren Leben als Lesbe und Drogenschmugglerin erzählt. Zu Beginn der Serie besucht er Piper oft im Gefängnis. Als er allerdings erfährt, dass Pipers Ex-Geliebte auch in diesem Gefängnis ist, und Piper ihm dies nicht erzählt hat, lassen seine Besuche nach. Zudem verschweigt Larry, dass sein Vater, der auch gleichzeitig Pipers Anwalt ist, die Anklageschrift gelesen hat und Piper von Alex verraten wurde. Larrys Bekanntheitsgrad steigt, als er in der New York Times einen Artikel über die Beziehung zu seiner Partnerin, die nun im Gefängnis gelandet ist, veröffentlicht. Als Piper Larry mit Alex betrügt, sind beide über den Fortgang ihrer Beziehung vorerst im Unklaren. Das Ende wird allerdings spätestens dann besiegelt, als Larry eine Affäre mit Pipers bester Freundin und ehemaliger Geschäftspartnerin Polly Harper beginnt. Piper und Larry trennen sich daraufhin. Er bezeichnete Pipers Zeit im Gefängnis als das einzig journalistisch oder schriftstellerisch Interessante an ihr. Später erfährt Piper, dass er Lokalredakteur einer Zeitung mit eigenem Büro geworden ist.

### Nicole „Nicky“ Nichols

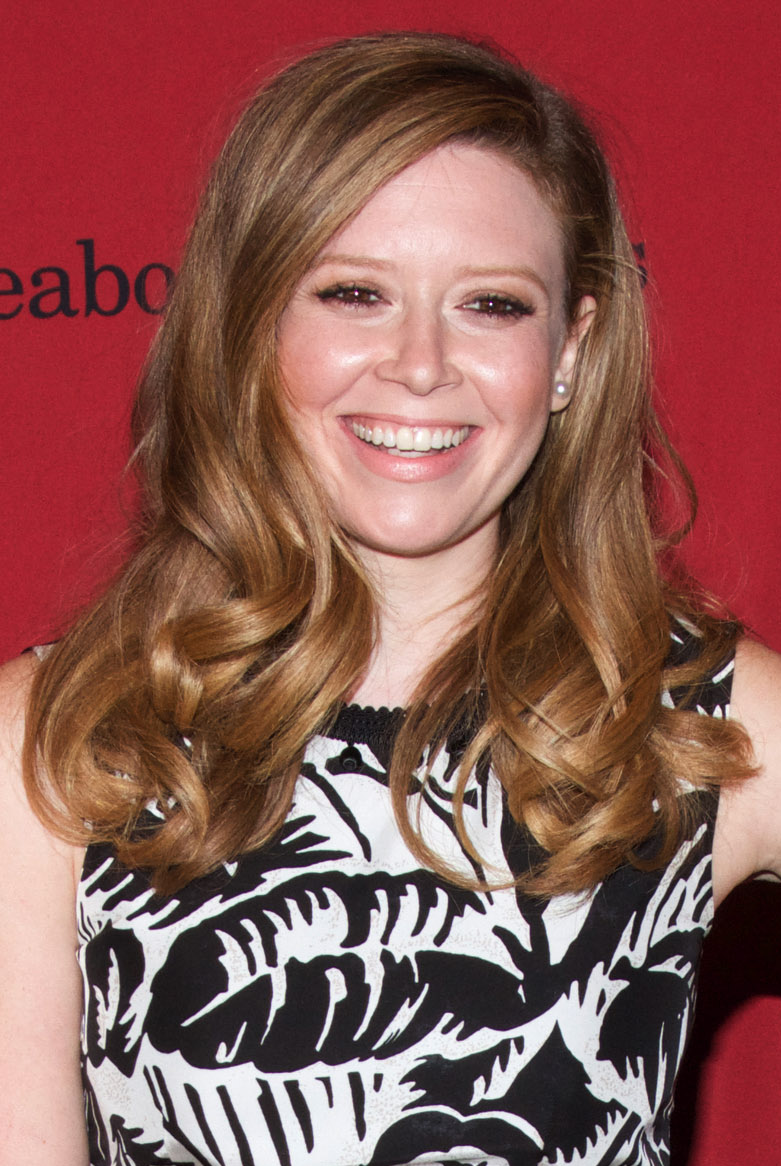
Natasha Lyonne spielt Nicky

Nicky ist in sehr wohlhabenden Verhältnissen aufgewachsen, doch ihre verständnislose Mutter überließ Nicky oft dem Kindermädchen. Seit ihrer Jugend ist sie drogenabhängig. Im Gefängnis lernt sie Red kennen, die ihr mehr als einmal hilft, clean zu werden. Sie hat eine sehr hedonistische Einstellung in Bezug auf Sex und Drogen und einen sarkastischen Humor. Sie arbeitete zunächst mit Piper in der Elektrowerkstatt.
Nicky ist lesbisch und hat im Gefängnis eine Beziehung mit Lorna Morello. Als Alex und Piper einmal erneut ihre Beziehung unterbrochen haben, haben Nicky und Alex Sex. Mit Boo liefert sie sich einen Wettstreit, wer die meisten Frauen zu einem Orgasmus bringen kann. Extrapunkte gibt es für Wärterinnen, doch ein Verführungsversuch an der Wärterin Fischer scheitert. Als der Wettstreit unentschieden ausgeht, wetten sie um Brook Soso, mit der Nicky dann Sex hat. In der vierten Staffel, nach dem Aufenthalt im Hochsicherheitstrakt und damit einhergehendem zwangsweisen Drogenentzug prostituiert sie sich im Tausch gegen Drogen für eine Wärterin.

### Suzanne „Crazy Eyes“ Warren

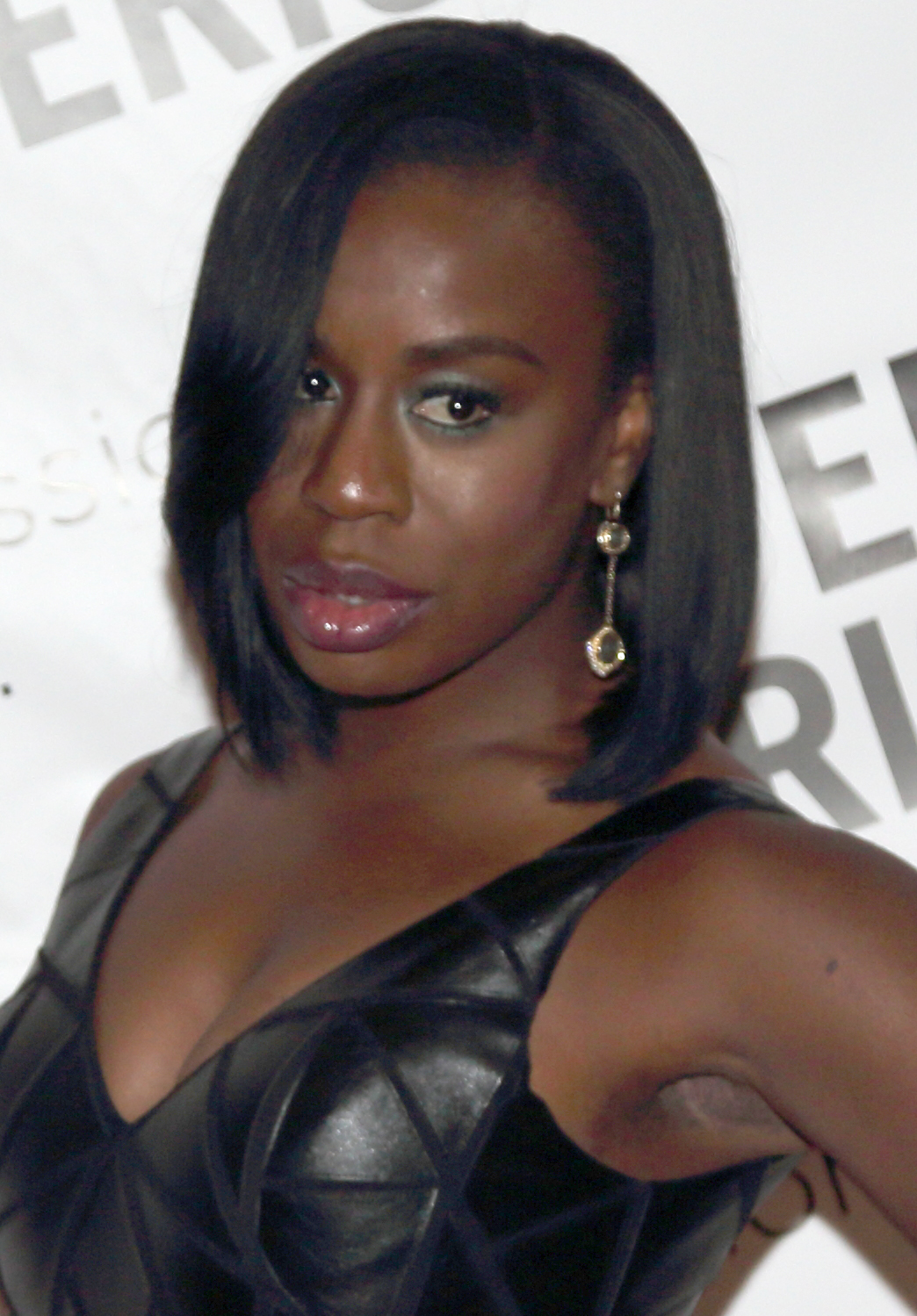
Uzo Aduba spielt Crazy Eyes

Suzanne ist eine geistig zurückgebliebene Gefangene mit hoch entwickelter Fantasie. Ihr Verhalten ist oft sonderbar und infantil und sie wird von den meisten gefürchtet. Sie entwickelt ziemlich schnell eine Besessenheit für Piper, die diese jedoch nicht erwidert. Generell zeigt sie eine als oft nervig empfundene Anhänglichkeit gegenüber anderen, weswegen die Insassinnen Distanz zu ihr halten. Sie wurde als Kind von weißen Eltern adoptiert und zeigte schon damals Anzeichen einer psychischen Störung. Aufgrund ihres Geisteszustandes fühlt Suzanne sich oft ausgeschlossen.
Das Bedürfnis von Suzanne nach Respekt und Zuneigung nutzt Vee, um Suzanne zu ihrer rechten Hand zu machen und Suzanne ist daraufhin die loyalste von Vees Anhängerinnen. Poussey, die Vee im Waschraum wegen Taystee zur Rede stellt und bedroht, wird von Suzanne zuerst nur abgehalten, doch Vee gibt Suzanne ein Zeichen, wodurch Suzanne unmittelbar anfängt, auf Poussey einzuschlagen und zu -treten. Poussey, die darüber in einem von Healy gegründeten Gesprächskreis sprechen will, wird von der anwesenden Suzanne eingeschüchtert. Vee, die Red mit einem Schloss in einer Socke zusammenschlägt, um Zugang zu ihrem Versorgungstunnel unter dem Gefängnis zu erhalten, kann Suzanne so verwirren, dass sie glaubt, sie sei die Täterin gewesen. Vee überzeugt auch ihre Bande, Aussagen gegen Suzanne zu machen. Durch persönliche Bequemlichkeit und mangelnde Ausbildung der Untersuchungsbeamten im Umgang mit geistig verwirrten Personen gerät Suzanne schließlich unter falschen Tatverdacht. Vees Bandenmitglieder, die inzwischen von Vee wegen gestohlenen Heroins verdächtigt werden, wollen ihre Aussage widerrufen, doch nur ein gefälschter Arbeitsauftrag von Healy kann die im Gehen begriffenen Beamten zu einer Wiederaufnahme der Untersuchungen und zur Absage ihrer privaten Verabredungen nötigen.
Suzanne liebt Gedichte und verfasst in der dritten Staffel einen Science-Fiction-Erotik-Roman, über den Maureen Kukudio sich zu Suzanne hingezogen fühlt. Maureen versucht, Suzanne zu mehr lesbischen Szenen in ihrem Fortsetzungsroman zu ermuntern und bietet ihr auch an, dafür praktische Erfahrungen in der Besenkammer zu sammeln. Suzanne traut sich jedoch im letzten Moment nicht, die Besenkammer zu betreten. In der vierten Staffel flüchten die beiden aus Litchfield, als der Zaun in Richtung des nahegelegenen Sees durchbrochen ist, doch Maureens Fantasiewelt wird von Suzanne als furchterregend empfunden. Sie rennt wieder nach Litchfield und lässt Maureen im Wald stehen. Nach einem Gespräch mit Lorna entscheidet sich Suzanne doch, auf Maureens Angebot einzugehen und die beiden treffen sich in der Besenkammer. Kurz vor Suzannes Höhepunkt hört Maureen auf und bemerkt, so fühle es sich an, im Wald stehen gelassen zu werden. Als Maureen später den Kontakt mit Suzanne sucht, da sie „nun quitt wären“, weist Suzanne sie erneut zurück. In einem von Wärtern angestifteten Kampf zwischen Gefangenen stehen Suzanne und Maureen gegeneinander. Maureen, die aus Frust über Suzannes Abweisungen gegen Suzanne kämpfen möchte, unterliegt mit schweren Verletzungen im Gesicht.

### Tasha „Taystee“ Jefferson

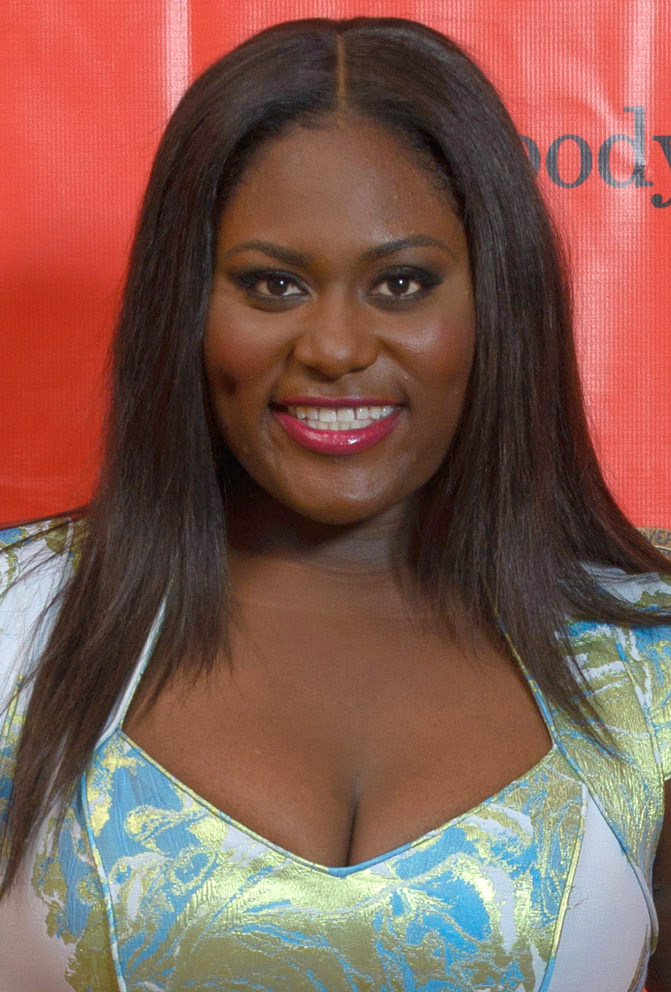
Danielle Brooks spielt Taystee

Taystee ist aufgrund von Drogengeschäften inhaftiert worden, in die sie von ihrer Ersatzmutter Vee involviert wurde. Sie zeigt sich in Litchfield als fröhliche und lustige Person. Taystee ist intelligent und hat ein besonderes Talent im Kopfrechnen. Ihre beste Freundin ist Poussey. Als Vee, ihre frühere Zweitmutter, ebenfalls inhaftiert wird, steht sie ihr anfangs ablehnend gegenüber, beteiligt sich jedoch bald wieder an den Geschäften von Vee. Poussey möchte Taystee davon abbringen, woraufhin Vee Taystees Loyalität in Frage stellt und sie für Poussey bürgen lässt. Taystee bedroht Poussey daraufhin, über Vee nicht länger schlecht zu reden, verliert allerdings ihre Position in Vees Bande, als Poussey betrunken die Lagerbestände an geschmuggeltem Tabak zerstört. Taystee und Poussey freunden sich daraufhin wieder an, gehen aber auf die Anbiederungsversuche von Vee’s Bande – Black Cindy und Watson – nicht ein. In der vierten Staffel ist Taystee Caputos Assistentin im Büro und verdient Geld durch Fotos von der prominenten Mitinsassin Judy King, am Ende der Staffel ist sie jedoch wegen der fahrlässigen Tötung ihrer besten Freundin Poussey durch Wärter so aufgebracht, dass sie in Litchfield einen gewaltsamen Aufstand anzettelt.

### Tiffany „Pennsatucky“ Doggett

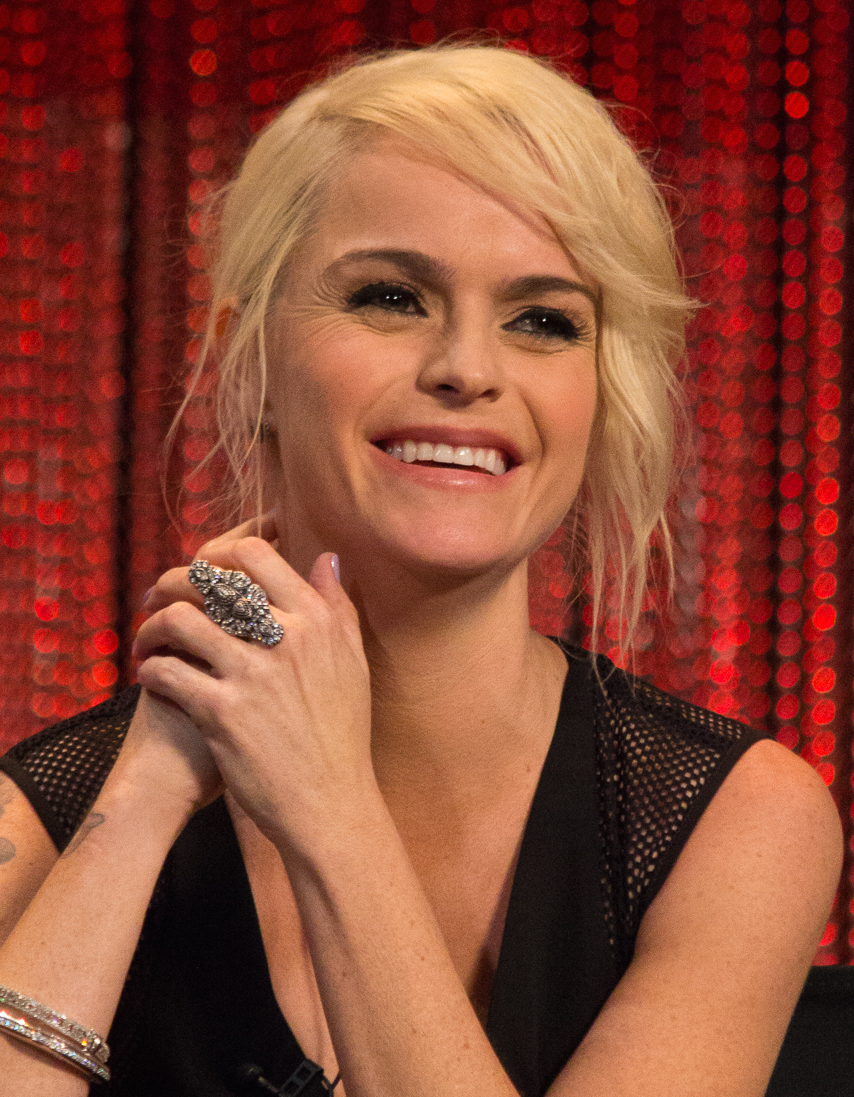
Taryn Manning spielt Pennsatucky

Doggett, ihrem Spitznamen nach ein Landei, hat sich nach ihrer Inhaftierung der christlichen Religion zugewandt. Sie stammt aus ärmlichen Verhältnissen, wurde als Kind oft von Gleichaltrigen gemobbt und hatte in jungen Jahren Drogenprobleme. Ihren Vater, laut Mutter ein Musiker, lernte sie nie kennen. Wie alle Drogensüchtigen in Litchfield zeigt sie ein geringes Selbstwertgefühl, welches sie allerdings durch ihre Religiosität überkompensiert. Äußerlich ist sie vor allem durch den schlechten Zustand ihrer Zähne gekennzeichnet.
Sie wurde verurteilt, weil sie auf eine Krankenschwester einer Abtreibungsklinik geschossen hatte, die sich darüber mokiert hatte, dass Doggett bereits zum fünften Mal einen Schwangerschaftsabbruch vornehmen ließ. Vor Gericht vertrat ein Anwalt eines christlichen Interessenverbands den Fall der vermeintlichen militanten Abtreibungsgegnerin.
Im Gefängnis hat sie, zusammen mit einigen anderen christlichen Freundinnen und der anfänglichen Feindin Alex Vause Wäschedienst. Wegen ihrer impulsiven Art sperrt sie Alex in den Trockner und versucht, nachdem Piper ihre Religion abgelehnt hat, Chapman zu töten. Der Versuch scheitert jedoch und Piper schlägt daraufhin auf Doggett ein. Doggett befindet sich in einer missbräuchlichen Beziehung mit einem Wärter, nachdem er sie vergewaltigte. Boo, die ihr nach der Vergewaltigung beistand, lehnt ihre Beziehung mit ihm ab.
In Rückblenden wird ihr von ihrer Mutter beim Eintritt der Periode beigebracht, „die Männer einfach machen zu lassen“. Vor und nach ihrer Beziehung mit Nathan traf sie daher stets nur auf Männer, die in Doggett ihren eigenen Vorteil suchten, den Sex mit ihnen erduldet sie lediglich. Die Vergewaltigung durch den Wärter erklärt sie als ihr eigenes Verschulden, bis Boo ihr deutlich macht, dass die Schuld nicht bei ihr als Opfer, sondern beim Täter liegt.

### Lorna Morello

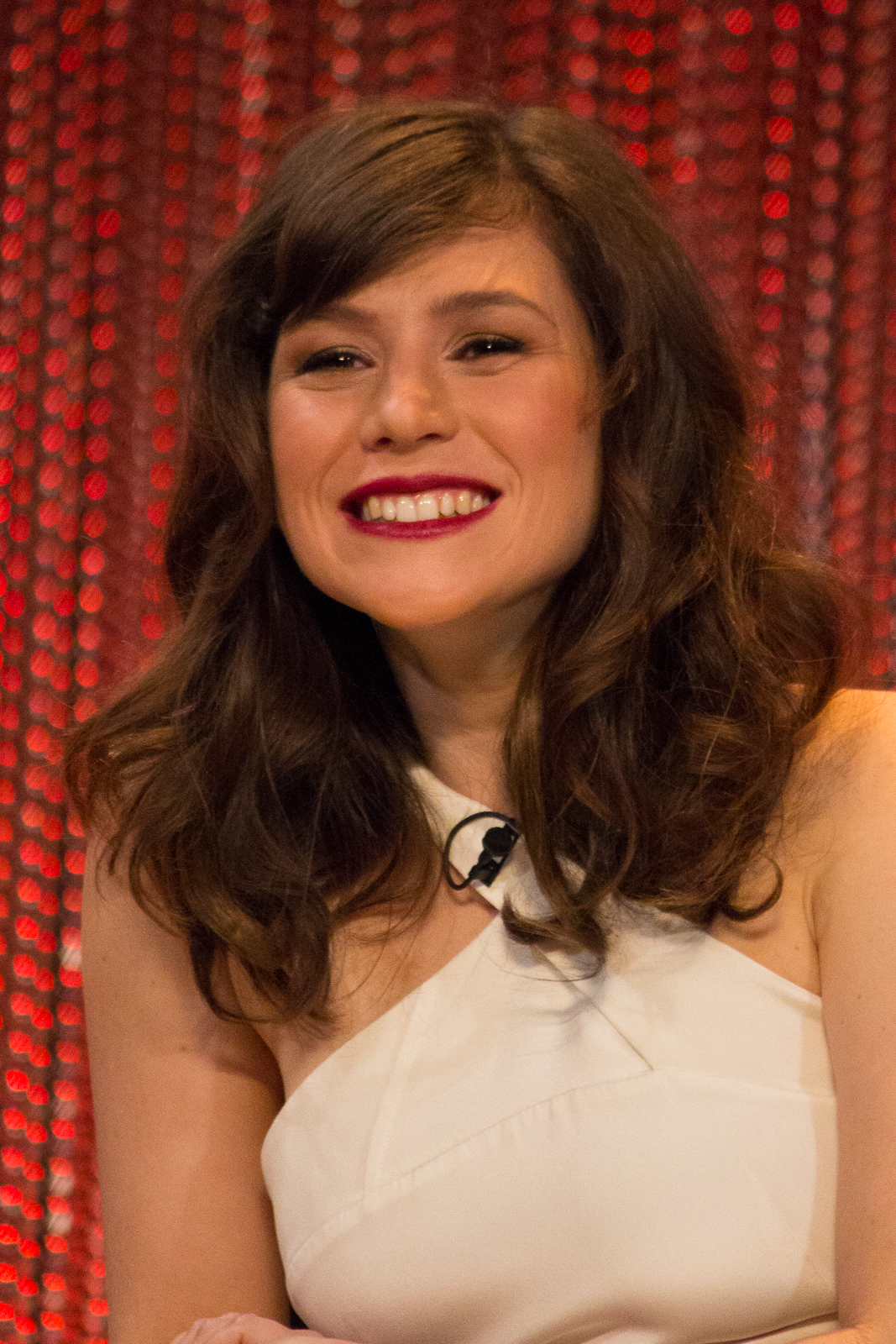
Yael Stone spielt Lorna Morello

Lorna sitzt wegen Stalkings in Litchfield. Sie trägt Lippenstift und Wimperntusche im Gefängnis, was ihr hübsches Aussehen unterstreicht. Lorna ist fanatisch romantisch und agiert häufig manisch-hysterisch, hat ihr Herz aber am rechten Platz. Ihr Traum und ihr liebstes Gesprächsthema ist die Ehe mit einem Mann, dennoch hat sie eine Beziehung mit Nicky. Sie erwähnt zu Beginn oft ihren Verlobten Christopher und redet über ihre Traumhochzeit, doch es stellt sich heraus, dass diese Beziehung nicht real ist und sie bislang nur ein Date mit Christopher hatte. Nach diesem Date begann sie, ihm über mehrere Monate hinweg nachzustellen und bedrohte ihn und seine Lebensgefährtin, weswegen sie von ihm angezeigt wurde und ihre Haftstrafe in Litchfield absitzen muss. Am Ende der dritten Staffel kann sie im Gefängnis einen Mann heiraten. In der vierten Staffel bittet sie ihre Schwester, nach ihrem Ehemann zu sehen, da er Lorna schon länger nicht besucht hat. Aus der Gemeinsamkeit der beiden, Karamellkekse zu mögen und aus der Tatsache, dass ihre Schwester bei dem Treffen einen Rock trägt, verdächtigt Lorna bald beide des Ehebruchs. Später stellt sich raus, dass Lorna schwanger ist. Sie bekommt das Kind im Gefängnis, muss es aber ihrem Ehemann überlassen. Als er ihr mitteilt, dass das Frühchen gestorben ist, will sie es nicht akzeptieren und erzählt den Insassinnen, ihr Mann würde sie nur belügen. Sie verfällt völlig dem Wahnsinn.

### Dayanara „Daya“ Diaz

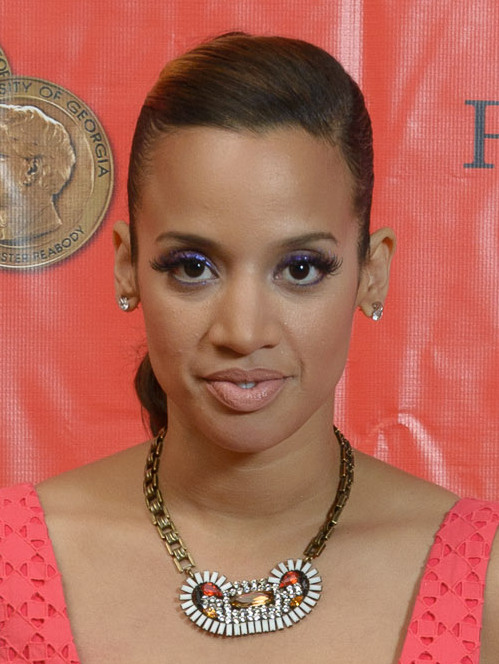
Dascha Polanco spielt Dayanara Diaz

Daya kommt am selben Tag wie Piper in Litchfield an und trifft dort auf ihre ebenfalls inhaftierte Mutter Aleida. Sie ist eine talentierte Manga-Zeichnerin. Sie beginnt eine Affäre mit dem Aufseher Bennett und wird schwanger. Daya spricht trotz ihrer Herkunft nur wenig Spanisch und wird von Gloria dafür kritisiert. Gloria und Aleida konkurrieren aus unterschiedlichen Motiven um ihre Zuneigung, als sie schwanger wird. Ihre launische Natur und ihre Forderungen, er möge „wie ein Mann“ zu seinem Kind stehen, wie Mendez es getan hat, und eine Haftstrafe in Kauf nehmen, stößt den Vater ihres Kindes, Bennett, letztendlich ab und er lässt sich versetzen. Daya kann sich nur sehr schwer gegen den Einfluss ihrer selbstsüchtigen Mutter zur Wehr setzen und ist oft gezwungen, die von ihr getroffenen Entscheidungen über sie und ihr Kind zu tragen.

### Aleida Diaz
Aleida ist die egoistische, selbstsüchtige und manipulative Mutter von Daya und bereits Insassin von Litchfield, als ihre Tochter eingeliefert wird. Zur Begrüßung im Gefängnis gibt sie ihrer Tochter eine Ohrfeige. Liebe selbst sieht sie ausschließlich als Mittel, um Vorteile zu erlangen, wahlweise als „24 Stunden langes Ficken“ oder „Wangenschmerzen vom Lächeln“. Sie liebt es, von ihren Kindern geliebt zu werden, zeigt aber sonst wenig Interesse an ihren Kindern. In Rückblenden zeigt sich ihre egoistische und aufbrausende Natur, als sie die Erziehung ihrer Kinder ihrer ältesten Tochter Daya überlässt und sich nur für den Lebensstil interessiert, den ihr Freund ihr finanziert. Aus Bequemlichkeit gibt sie die von ihr abhängige Daya in ein Ferienlager, doch als sie ihre Tochter wieder abholt, reagiert sie eifersüchtig auf die Betreuerin und ihre neuen Freunde. Sie konnte Daya dazu überreden, ihre Kunstwerke aus dem Ferienlager wegzuwerfen, ihre neuen Freundschaften rasch aufzugeben und der Lieblingsbeschäftigung ihrer Mutter, TV-Serien schauen, nachzugehen.
Aus Geldgier treibt sie zunächst auch die Adoption von Dayas Kind durch Mendez’ Mutter hinter Dayas Rücken voran und kann Daya nur schwer davon überzeugen, dass es besser für das Kind ist. Hinter Dayas Rücken entscheidet sie sich bei der Geburt jedoch, Mendez’ Mutter vorzutäuschen, das Kind sei bei Komplikationen bei der Geburt umgekommen und überzeugt Daya danach auch von dieser von ihr getroffenen Entscheidung.

### Marisol „Flaca“ Gonzalez
Marisol ist wegen Betruges mit gefälschten Drogen inhaftiert. Sie ist meist sehr auffällig geschminkt. Sie verbindet eine innige Freundschaft mit der ebenfalls inhaftierten Maritza Ramos. Die beiden hängen oft zusammen herum und verhalten sich wie pubertierende Schulmädchen, oft zum Leidwesen der anderen Latinas.
Zum Ende der 5. Staffel werden die beiden voneinander getrennt und in verschiedene Gefängnisse gebracht.

### Gloria Mendoza

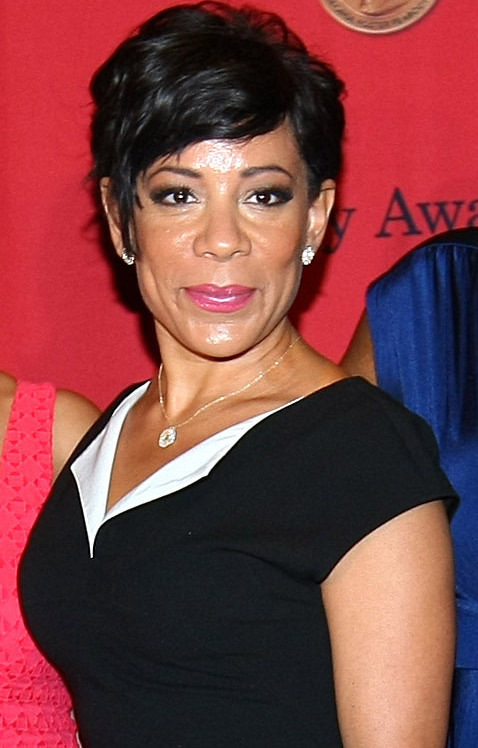
Selenis Leyva spielt Gloria Mendoza

Die ausgesprochen clevere Gloria Mendoza ist die Mutter von zwei Kindern und auch für die jüngeren Latinas im Gefängnis eine Mutterfigur. In der ersten Staffel konkurriert sie mit Red um den Küchendienst, der ihr in der zweiten Staffel auch zugewiesen wird. Sie passt auf Daya auf, da deren leibliche Mutter Aleida keinerlei mütterliche Fähigkeiten besitzt und ihre eigenen Interessen über die ihrer Tochter stellt. In der dritten Staffel verliert Gloria ihre Position als Küchenchefin wieder an Red, als sie sich telefonisch um ihren pubertierenden Sohn kümmert, ohne ihre Aufsicht in der Küche alles drunter und drüber geht und Norma eine magische Behandlung durchführt.

### Cindy „Black Cindy“ Hayes

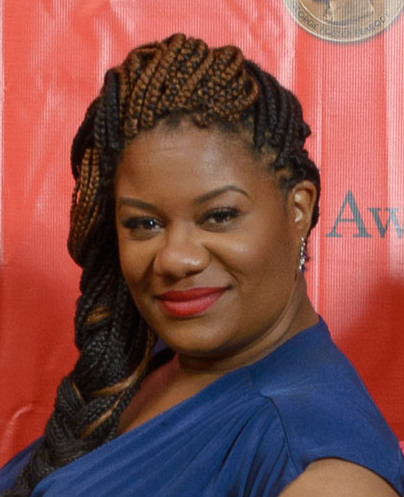
Adrienne C. Moore spielt Black Cindy

Vor ihrer Inhaftierung arbeitete Cindy als Sicherheitsbeamtin am Flughafen. Sie ist sehr selbstsicher, extrovertiert und übernimmt die Rolle eines Clowns. In Vees Gefängnisbande tauscht Cindy Zigaretten gegen Dienstleistungen, wenn Kunden nicht in Briefmarken bezahlen können. Vee findet über sie heraus, dass sie ihre Zukunft aufgegeben hat und kann sie darüber enger in ihre Organisation einbinden. Cindy muss die Herstellung der falschen Zigarettenhüllen aus gebrauchten Tamponhülsen übernehmen. In der dritten Staffel gibt sie vor, jüdisch zu sein, um mit koscherem Essen eine bessere Verpflegung zu bekommen. Als auch andere Gefangene für eine bessere Verpflegung behaupten jüdisch zu sein, untersuchte ein Rabbi die Religionszugehörigkeit der Gefangenen. In dieser Untersuchung bekennt sich Cindy auch wegen der Glaubensinhalte zum Judentum, woraufhin der Rabbi ihr die Erlaubnis gibt zu konvertieren.

### Poussey Washington

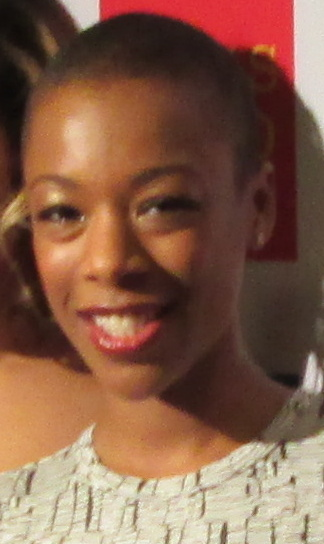
Samira Wiley spielt Poussey Washington

Poussey ist zu Beginn der Serie eine junge, offen lesbische Insassin in Litchfield. Ihre beste Freundin ist Taystee, zusammen arbeiten sie in der Bibliothek der Anstalt. Ihre gut gelaunte, positive Art sowie ihre Weltläufigkeit bringen ihr an jedem Ort schnell Freunde, was in Rückblenden der Serie oft gezeigt wird. Sie wuchs als Kind eines US-Offiziers auf, der mit seiner Familie an verschiedenen Orten der Welt stationiert war. So auch auf einem NATO-Stützpunkt in Deutschland, wo sie neben neuen Freundschaften mit jungen Deutschen auch eine romantische Beziehung mit der Tochter eines deutschen Oberstleutnants hatte. Beim Sex mit ihr erwischte sie der Oberstleutnant, welcher daraufhin die Versetzung ihres Vaters in die USA veranlasste. Aus Scham und wohl auch als Ergebnis väterlicher Einschüchterung zog sich ihre deutsche Freundin zurück, woraufhin Poussey, am Boden zerstört, den deutschen Oberstleutnant zu töten versuchte. Ihr eigener Vater konnte dies verhindern. Poussey wollte daraufhin ein neues Leben in Amsterdam beginnen, wurde jedoch kurz darauf wegen unerlaubten Betretens von Privateigentum und dem Verkauf von etwa 15 Gramm Marihuana zu einer Gefängnisstrafe verurteilt.
Poussey kann aus Früchten wie Mandarinen und Orangen im Gefängnis heimlich Alkohol herstellen, den sie auch zu verkaufen versucht. Sie empfindet romantische Zuneigung für ihre beste Freundin Taystee, die aber wegen der unterschiedlichen sexuellen Präferenz nicht erwidert wird. Sie ist eines der Opfer von Vee, die mit einer Divide-et-impera-Überlebensstrategie in der zweiten Staffel die Kontrolle über die afroamerikanischen Litchfield-Insassen ausübt und fast die Freundschaft zwischen Poussey und Taystee zerstört. In Staffel 4 entwickelt sich zwischen Poussey und der queeren Brook eine romantische Beziehung und für die beiden wird eine Zukunft außerhalb des Gefängnisses vorstellbar. Sie fragt die Fernsehköchin und Mitgefangene Judy King nach einem Job für die Zeit nach ihrem Gefängnis, um diese Pläne verwirklichen zu können.
Poussey glaubt, anders als Brook, nicht an den Erfolg gewaltfreien Widerstands und zivilen Ungehorsams, schließt sich aber gegen Ende der vierten Staffel doch einer friedlichen Gefangenendemonstration gegen den sadistischen Wärter Desi Piscatella an. Beim Versuch, diese Demonstration aufzulösen, wird die zierliche Poussey durch Baxter Bayley, einen abgelenkten, unerfahrenen Wärter, am Boden erstickt und stirbt. Ihre Leiche verbleibt einen Tag lang in der Cafeteria des Gefängnisses, da das Presseteam des Gefängnisses an einer öffentlichen Legende gegen Poussey arbeitet, um ihren gewaltsamen Tod zu rechtfertigen und Untersuchungen der Bundesbehörden gegen das Gefängnis zu vermeiden. Das Presseteam des Gefängnisses scheitert daran, da Poussey als zierliche, gut aussehende, fröhliche Tochter eines US-Generals der Öffentlichkeit nicht wie gewünscht als gewalttätig vermittelt werden kann und erfindet stattdessen die Geschichte von dem unzureichend ausgebildeten und kleinkriminellen Wärter Baxter Bayley, der sofort aus dem Justizvollzugsunternehmen MCC, dem Litchfield gehört, entlassen werden soll. Direktor Caputo verliest die vorbereitete Pressemeldung jedoch nicht und verteidigt das Vorgehen Bayleys gegen Poussey, deren Namen er vor den Kameras nicht erwähnt. An der Presseerklärung entfacht sich am Ende der vierten Staffel ein gewaltsamer Aufstand in Litchfield.
Die letzte Episode der vierten Staffel zeigt neben diesen Ereignissen auch Rückblenden mit Poussey als Reisender und urbaner Weltläuferin, wie sie ihre beste Nacht in New York erlebte. Sie zeigen, wie Poussey mit Freunden nach Brooklyn fuhr und sich in der Stadt verirrte, als sie dem Dieb ihres Handys nachlief. Auf der Suche nach ihren Freunden fragte sie Dragqueens nach einem Handy und wurde kurz darauf in einen postmodernen Club zum Tanzen eingeladen. In der U-Bahn von New York beobachtete sie einen Musiker mit einem Hang, junge Männer der Partyszene, die jungen Frauen Alkohol anboten und sie in ein Gespräch verwickeln wollten, ein Kind, das von seiner schlafenden Mutter etwas Geld stiehlt und einen lächelnden Sikh. Die Musik endete mit Applaus, die Mutter wachte auf und Poussey verließ die U-Bahn. Mit Mönchen auf Fahrrädern fuhr sie an ein Flussufer in New York und unterhielt sich mit einem von ihnen, während sie sich einen Joint teilten. Von den Erlebnissen und den neuen Eindrücken in der Stadt begeistert, steht Poussey nachts allein am Fluss vor der Skyline von New York und lächelt zum Abschied in die Kamera.
Während der Tod dieses Charakters von Eric Garner inspiriert war, orientiert sich die Dramaturgie um ihren Tod an der Biografie von Martin Luther King, in welcher die Bürgerrechtsbewegung mit friedlichen Protestaktionen begann, bis sie als Reaktion auf Kings Ermordung, welcher Gewaltlosigkeit und Friedfertigkeit predigte, letztendlich in gewalttätige Aufstände mündete.

### Carrie „Big Boo“ Black

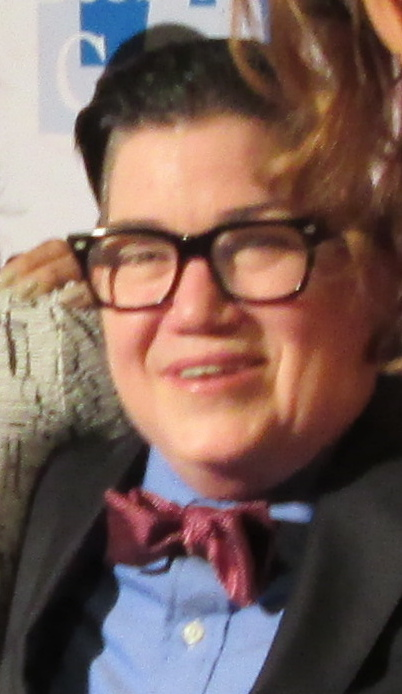
Lea DeLaria spielt Big Boo

Big Boo ist eine sarkastische, homosexuelle Frau, die von den anderen Gefangenen zum Teil als „Kampflesbe“ gefürchtet wird. Die Umstände ihrer Gefängnisstrafe sind unbekannt. Sie ist mit Nicky und später auch mit Pennsatucky befreundet. Seit ihrer Kindheit lehnte sie Rollenbild und Kleidung für Mädchen und Frauen ab. Ihr Leben lang kämpfte sie darum, die Person sein zu dürfen, die sie ist und hat bis in die Gegenwart Probleme mit Wut- sowie Angstbewältigung und Vertrauen.

### John Bennett
Einer der Aufseher in Litchfield, welcher meist nur Bennett genannt wird. Er beginnt eine romantische Beziehung mit Dayanara Diaz, im Verlauf derer sie schwanger wird. In der dritten Staffel macht er Dayanara einen Heiratsantrag, flüchtet jedoch aufgrund ihrer zwischenzeitlichen Spielchen und von Drohungen ihrer Mutter sowie nach einem ziemlich ernüchternden Besuch bei Dayanaras Stiefvater Caesar, und seiner Familie, der ihn in seinem Entschluss bestärkt, sich mit ihrer Familie nicht einlassen zu wollen.

### George Mendez

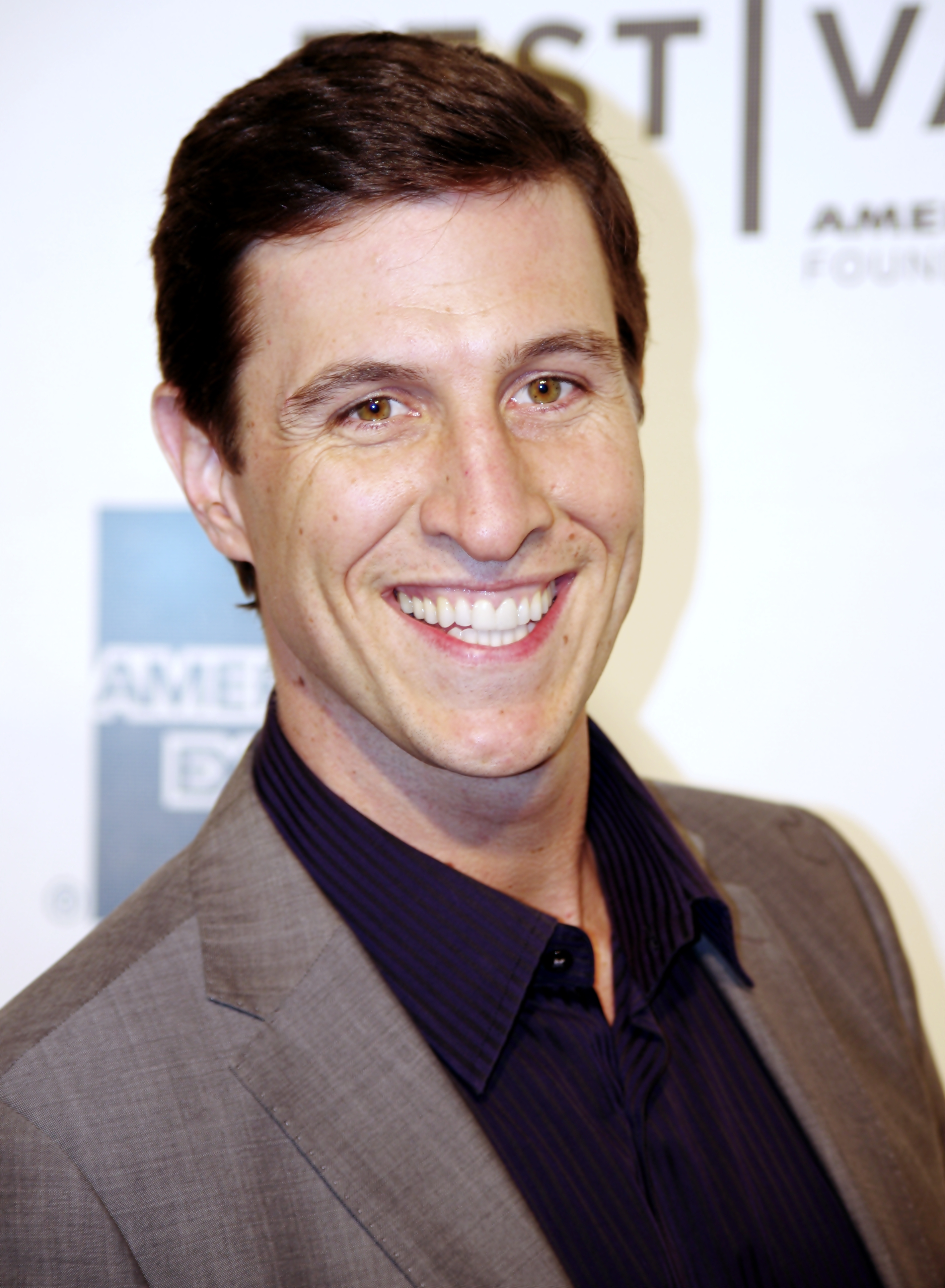
Pablo Schreiber spielt George Mendez

Meist „Mendez“ oder hinter seinem Rücken „Pornstache“ (von „mustache“ = Schnurrbart, wegen seines 70er-Jahre-Oberlippenbarts, den damals oft Pornodarsteller trugen) genannt. Er ist ein ziemlich unbeliebter Gefängniswärter in Litchfield, der sich gegen Geld oder Gefälligkeiten von Insassinnen oral befriedigen lässt, und es auch sonst mit den Gefängnisvorschriften nur so genau nimmt, wie es ihm passt. Unter anderem trägt er die Schuld am Selbstmord der jungen, drogensüchtigen Trish, schafft es aber, dies zu vertuschen.
Dayas Schwangerschaft, die sich irgendwann nicht mehr wird verbergen lassen, bietet Dayas Mutter, Gloria und Red die Gelegenheit zu einer Intrige gegen „Pornstache“ Mendez mit dem doppelten Zweck, erstens Mendez loszuwerden und zweitens Bennetts Vaterschaft zu vertuschen, da sie nicht zusammen Sex hätten haben dürfen, auch nicht einvernehmlich, weil sie eine Gefangene und er ein Wärter ist. So veranlassen sie Daya, Mendez zu verführen. Sie lässt sich beim gemeinsamen Sex mit ihm von Caputo in flagranti erwischen und sagt, sie sei vergewaltigt worden. Da Figueroa kein Aufsehen haben will, wird Mendez zunächst nur kurz suspendiert, aber nach seiner Rückkehr, bei der Entdeckung von Dayas Schwangerschaft durch die Gefängnisleitung, endgültig gefeuert. Er landet wegen Vergewaltigung in einem Männergefängnis, wo ihn seine Mutter wegen der Adoption von Dayas Kind besucht.

### Leanne Taylor
Leanne ist eine weiße und drogenabhängige Insassin. Der genaue Grund ihrer Haftstrafe ist unbekannt, allerdings kam sie als ein Kind von Amischen auf ihrer „Rumspringa“ mit dem Gesetz in Konflikt, als FBI-Polizisten einen Rucksack mit Ausweis und Drogen in einem Feld gefunden haben. Ihre beste Freundin im Gefängnis ist Angie, die ebenfalls drogenabhängig ist und mit der sie kaum Gelegenheiten auslässt, sich zu betäuben. Sie trinken von Pousseys selbstgemachtem Fruchtalkohol, stehlen Muskatnusspulver in der Küche oder das von Nicky vor Vee versteckte Heroin für gemeinsame Momente des Rausches. Leanne ist außerdem homophob und rassistisch, hat aber in der vierten Staffel nicht den Mut, sich der von Piper versehentlich gegründeten arischen Schwesternschaft anzuschließen.
Leanne will unbedingt Teil einer Gemeinschaft sein, ist aber eine stark an Autorität orientierte Person, die sich ihren Idolen willig als rechte Hand und Sprachrohr andient, um sich selbst die übrige Gruppe unterzuordnen. Daneben zeigt sie einige typischen Verhaltensweisen von Drogenabhängigen. Um ihren Platz zu verteidigen, lügt sie, redet schlecht über andere und ist, außer zu ihrem Idol und ihrer Freundin Angie, zu niemandem loyal. Ihre Regeln gelten nur für andere und die Ausgrenzung von Menschen, die nicht ihr, sondern ihrem Idol folgen und sich so mit ihr gleichstellen, ist ihr bevorzugtes Mittel. Für so entstehende Mitgliederverluste gibt sie ebenfalls anderen die Schuld. Leanne gehört erst zur religiösen Gruppe um Pennsatucky, die von sich selbst glaubt, eine religiöse Mission zu erfüllen, bis sie in psychiatrischer Behandlung ist. Später gehört sie zur spirituellen Gruppe um Norma, wobei sie den anfänglichen Meditationskreis um Norma zu einer Sekte mit Geboten und Theologie umbauen will, um von Außenseitern ernst genommen zu werden. Poussey, die wie Soso von Leanne ausgegrenzt und gemobbt wird, kritisierte Norma deswegen vor ihrer Gruppe scharf. Als Leanne zu einer zweifelnden Norma geht, und wegen der Krise der Gruppe immer wieder auf andere verweist, fordert Norma Leanne schließlich auf, zu gehen.
Leanne gehört zu den Insassinnen, die stets mit ihrem Vornamen gerufen werden.

### Norma Romano
Norma ist eine Insassin, die wegen Totschlags an ihrem Lebensgefährten inhaftiert ist. Sie leidet unter Mutismus, und obwohl sie theoretisch in der Lage ist zu sprechen, verzichtet sie wegen eines starken Stotterproblems darauf. Ihrer Umwelt kann sie sich durch Zettel und Gesten mitteilen. Norma ist die beste Freundin von Red und außerdem eine spirituelle Ikone unter den Gefangenen von Litchfield, da Ereignisse, die Einfluss auf das Leben der Gefangenen haben, oft der von ihr praktizierten Magie folgen: Red gewinnt nach einer magischen Behandlung ihre Position in der Küche zurück, aber als ihr ihr Erfolg zu Kopf steigt und sie Norma in der Küche herumkommandiert wie in früheren Zeiten, bekommt sie von Norma einen bösen Blick zugeworfen, woraufhin bald fertig abgepackte und vorgegarte Speisen für den Dampfgarer die von Red zubereiteten Mahlzeiten ersetzen.
Das repressive, deprimierende und darwinistische Umfeld der Gefangenen verstärkt ihre Bedürfnisse nach Gemeinschaft, Wunderglaube, Geborgenheit, Bestimmung und Hoffnung. Norma praktizierte zuerst mit Gloria die südamerikanische Volksmagie Santeria, bis Norma sie auch allein praktizieren will und Gloria die Zusammenarbeit beendet. Danach konzentrieren sich ihre Methoden auf Gesten und Berührungen. Durch Stummheit und aufmerksames Zuhören allein kann sie Ratsuchenden bereits oft helfen, Zettel und Stift benutzt sie im Kreis ihrer spirituellen Gruppe nur für Leanne. Sie übt nur wenig direkten Einfluss auf ihre spirituelle Gruppe aus, das meiste wird von dieser Gruppe auf Norma projiziert. Güte ist dennoch eines ihrer spirituellen Motive.
Norma wurde als junge und unsichere Frau Mitglied einer Sekte um Guru Mack und seine erste Frau. In späteren Jahren vom Staat wegen Zwangs- und Vielehen sowie Steuerbetrugs verfolgt, schrumpfte seine Sekte auf Norma als einziges Mitglied. Mack, der von Norma nach ihrem ersten Versuch nie wieder verlangen wollte, zu sprechen, war nach einer Autopanne dem Nervenzusammenbruch nahe und ließ in einer sarkastischen Tirade das Gebäude der Illusion um seine Spiritualität vor Norma zusammenstürzen, beschimpfte sie und fragte, ob sie eine Sklavin sei, dass sie ihm, einem Betrüger, immer noch folgen würde. Vor allem verlangte er nun von Norma, zu sprechen. Norma stieß ihn daraufhin von dem Felsen, auf dem sie standen, in den Tod.
Norma gehört zu den Insassinnen, die stets mit ihrem Vornamen gerufen werden.

### Stella Carlin
Stella ist eine australische Insassin in Litchfield, die nur kurze Zeit einsitzen sollte. Sie trägt ihr Haar kurz und ist stolz auf die originellen, klischeebefreiten Tattoos, die einen Großteil ihres Körpers, auch an sichtbaren Stellen hinter dem Ohr oder auf dem Hals, bedecken. Sie tätowiert auch Piper mit weißer Farbe den Spruch „Trust No Bitch“. Piper entdeckt, dass Stella den Gewinn aus ihrem gemeinsamen illegalen Höschen-Geschäft, vom Bankkonto abhebt und stellt Stella in der Gefängnis-Nähstube zur Rede, die daraufhin verspricht, alles zurückzuzahlen, wenn sie draußen ist. Mitwisser, die das Gespräch beobachten, glauben daraufhin, Stella kann Piper erfolgreich überlisten. Sie wird allerdings von Piper am Tag ihrer vorgesehenen Entlassung an die Wachen verraten, die in Stellas „Bucht“ verbotene Gegenstände – unter anderem einen Dolch aus geschmolzenen Lollipops – entdecken. Stella wird daraufhin ins Hochsicherheitsgefängnis überführt.

### Joe Caputo
Anfangs stellvertretender Direktor des Gefängnisses, kämpft Caputo zunächst gegen eine korrupte Vorgesetzte und gegen die Schließung. Auf seinem Büro-Computer lässt er Pornos laufen, nach Besuchen weiblicher Gefangener masturbiert er im Büro. Als das Gefängnis privatisiert wird, wird er nach einer kurzen Zusammenarbeit mit dem unerfahrenen Sohn des Konzernchefs selbst Direktor. Zunächst als stellvertretender Direktor an der Seite der Wachbeamten als ihr Interessenvertreter, werden die Wachbeamten mit seiner Beförderung zu seinen Untergebenen. Wegen des Streiks der angestellten Wachen, deren Stelle auf Teilzeitniveau gestrichen wurde, und wegen der Zusammenlegung eines anderen Gefängnisses mit Litchfield, fordert er sechs Wachen aus dem Hochsicherheitstrakt an. Mit seiner ehemaligen Vorgesetzten Natalie „Fig“ Figueroa, die von ihrem homosexuellen Ehemann mit seinem Assistenten betrogen wurde, unterhält er eine auf Sex basierende Beziehung.
Caputo spielt und spielte in Garagen-Bands, u. a. „Sideboob“. Er gab seine Musik-Karriere auf und wurde Gefängniswärter in Litchfield, als seine Freundin und spätere Frau mit dem Kind eines anderen Bandmitglieds schwanger wurde. Jedoch wurde der Vater des Kindes später musikalisch erfolgreicher und Caputos Frau verließ ihren Mann für den Musiker und eigentlichen Vater.

### Brook Soso
Brook, japanisch-schottischer Abstammung, kommt als Aktivistin ins Gefängnis. Anfangs vernachlässigt sie ihre Körperpflege so stark, dass sie schließlich von den Wärtern zur Dusche gezwungen wird. Sie bemüht sich sehr um neue Kontakte und Freundschaften im Gefängnis, welches sie anfangs für ein Ferienlager hielt, ist aber unter ihren Mitgefangenen als Plappermaul verschrien. Sie weint oft und ist deprimiert, weil sie sich sehr einsam fühlt. Für etwas Gesellschaft und zum Schutz vor Boo schläft sie mit Nicky. Ihre Freundin Meadow, von der sie anfangs begeistert spricht, besucht sie einmal im Gefängnis und bewundert Brook für ihre „coole Zeit“ im Gefängnis. Brook erklärt daraufhin, dass Gefängnisstrafen gar nicht cool, sondern schlimm seien und ihr Leben zerstören würden und dass der Wunsch, ins Gefängnis zu gehen, dumm wäre. Meadow bemängelt Brooks Undankbarkeit, denn immerhin sei sie drei Stunden lang nach Litchfield gefahren – Brook beendet daraufhin ihre Freundschaft, indem sie ihr versichert, es nie wieder tun zu müssen. Brook muss einsehen, sich ihr Leben lang mit Menschen umgeben zu haben, die sie überhaupt nicht mögen, was sie noch tiefer in ihre Depressionen zieht. Da die Beratung durch Healey, der ihr dazu rät, schön für sich zu bleiben und nicht den Kontakt zu anderen zu suchen, ihr nicht hilft, möchte sie den Betreuer wechseln, doch Healy verschreibt ihr stattdessen Antidepressiva. In späteren Folgen geht sie eine Beziehung mit der Insassin Poussey Washington ein, die im Verlauf der vierten Staffel ums Leben kommt. Dieser Verlust versetzt sie erneut in tiefe Trauer, sie errichtet ihrer toten Freundin ein Denkmal aus Büchern, da Washington Bücher so sehr liebte.

### Blanca Flores
Blanca Flores ist dominikanischer Abstammung und eine Insassin, die wenig auf ihre Körperpflege achtet. Anfangs scheint sie geistig verwirrt, interagiert nach der Einweisung in die Psychiatrie mehr. Piper opferte Flores’ geheimes Handy, mit dem sie Kontakt mit ihrem Freund Diablo hält, für einen Deal mit Healy, der allerdings platzt, weil Piper nicht bereit ist, den Namen der Besitzerin zu nennen. Um die unbezahlte Arbeit im Gefängnis nicht machen zu müssen, stellt Blanca ihre Körperpflege ein. Daraufhin unterzieht ein Wärter sie der weißen Folter, indem sie unter Schlafentzug auf einem Tisch stehen bleiben muss, bis sie nicht mehr stehen kann, damit sie anschließend gewaschen werden kann. Der Wärter will die Maßnahme mit der Zeit einstellen, als Blanca bereits beginnt, sich in die Hosen zu machen, doch Captain Piscatella überredet ihn, hinter der Maßnahme zu stehen, weil alle Wärter hinter ihm stehen. An Blanca Flores’ Behandlung entzündet sich der Gefangenenprotest, bei dessen gewaltsamer Niederschlagung Poussey getötet wird.

### Desi Piscatella
Piscatella ist ein 1,93 Meter großer Wärter aus dem Hochsicherheitstrakt eines Männergefängnisses, aus dem er sich wegen einer verbotenen Beziehung zu einem Häftling versetzen ließ. Seine Maßnahmen sind ungewöhnlich hart und auch Teil einer Machtdemonstration, die dieser autoritäre und befehlshaberische Wärter gegenüber wehrlosen Gefangenen nicht scheut. Er ist schwul und wurde als Kind von seinen Eltern in ein Umerziehungslager für Homosexuelle geschickt. Gegen Schwarze und Latinas zeigt er rassistische Tendenzen, so setzt er Piper in eine Arbeitsgruppe gegen Bandenbildung im Gefängnis ein, die damit ihr geheimes Geschäft mit gestohlener Unterwäsche schützen will. Als Piscatella von Caputo für seine Befehlsverweigerung zur Rede gestellt wird, kann Piscatella zunächst damit drohen, seine Mannschaft wieder aus dem Gefängnis abzuziehen und das überfüllte Litchfield einer unausgebildeten und unterbesetzten Wärterschaft zu überlassen, wenn ihm nicht freie Hand gelassen wird. Mit dem Tod von Poussey verliert er allerdings Caputos Deckung, der inzwischen auch herausgefunden hat, wieso sich Piscatella versetzen ließ.
In Staffel 5 findet er einen Weg in das Gefängnis und fesselt und knebelt mehrere Insassinnen, jedoch wird er von anderen überwältigt und betäubt. Im Staffelfinale wird er versehentlich durch einen der Soldaten erschossen, welcher in die Decke schießen wollte, wegen Piscatellas Größe jedoch seinen Kopf getroffen hat.

### Joel Luschek
Erst der Elektriker, später ein Wärter in Litchfield ist Luschek, der von schottisch-französischen Vorfahren abstammt. Er ist enorm faul und desinteressiert an seiner Arbeit im Gefängnis und ein Konsument von Alkohol und Marihuana. Er lässt sich auf einen Handel mit Nicky ein, wodurch Heroin von Vee aus dem Gefängnis geschmuggelt und dann verdealt werden soll. Dabei entdecken Wärter eine Tüte von dem Vorrat in Luscheks Tisch, woraufhin Luschek Nicky auffliegen und in den Hochsicherheitstrakt bringen lässt. Um sie dort wieder herauszubringen, geht er einen Handel mit der prominenten Insassin Judy King ein, die ihren Einfluss zu Nickys Gunsten nutzt. Luschek hat daraufhin eine sexuelle Affäre mit ihr, später hat er mit ihr und „Yoga Jones“ Sex zu dritt.

### Judy King

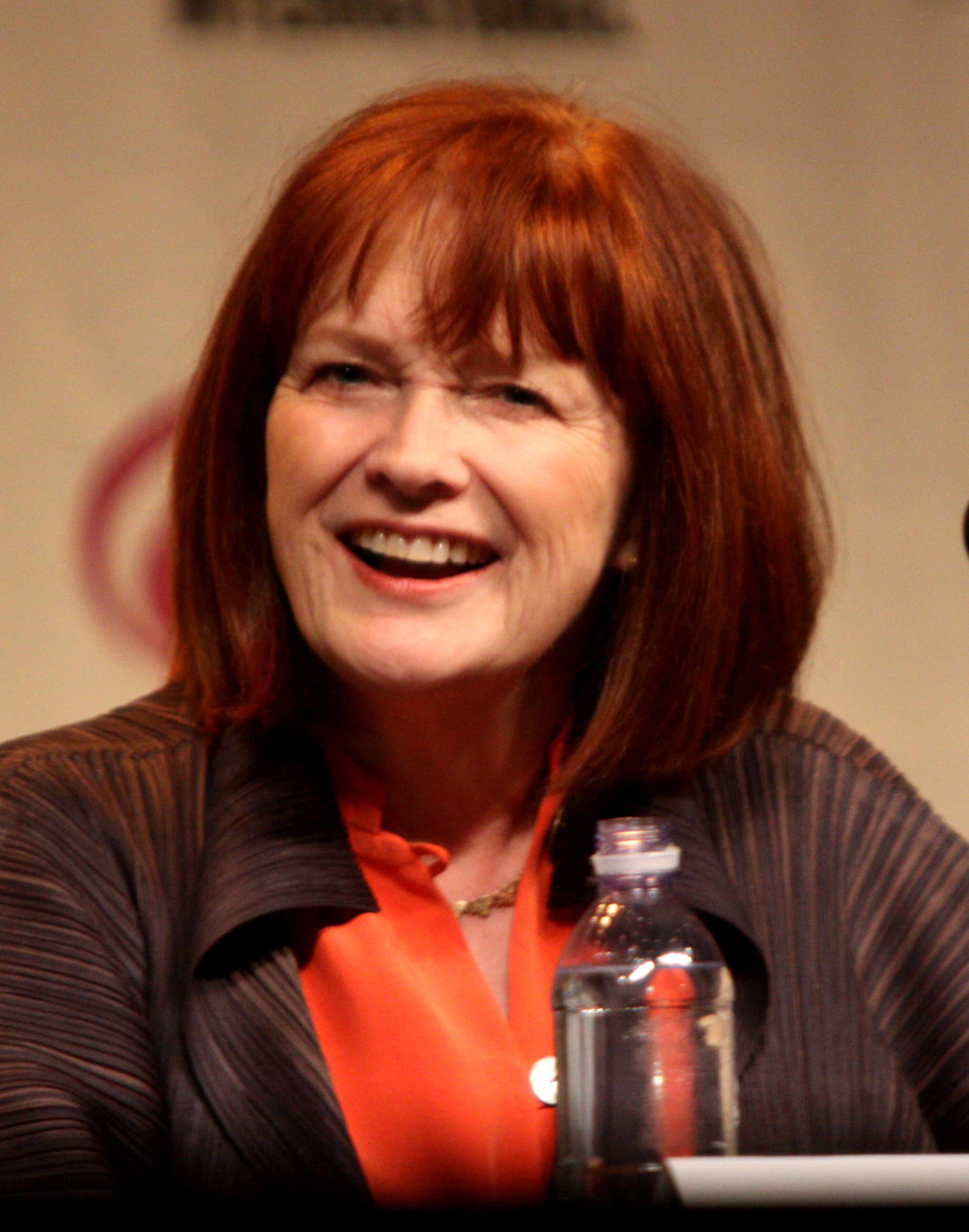
Blair Brown spielt Judy King

Wegen Steuerhinterziehung wird die prominente weiße Fernsehköchin Judy King zu einer Haftstrafe verurteilt, die sie durch eigenen Einfluss statt in einem Staatsgefängnis im Privatgefängnis Litchfield verbüßt. Ihr wird eine eigene Zelle eingerichtet, die sie sich nur mit einer weiteren Insassin, „Yoga Jones“, teilen muss. Zu ihrer Zelleneinrichtung gehört bald ein Tisch mit einer Tischdecke, ein Fernseher, ein Wassersprudler und zahlreiche Gegenstände, die eigentlich Konterbande im Gefängnis sind. Das Bestreben der Gefängnisleitung und des Konzerns MCC ist es, ihre Haftzeit so angenehm wie möglich zu gestalten, um nicht verklagt zu werden oder nach ihrer Zeit in Schwierigkeiten mit der Presse zu geraten.
Eine ihrer TV-Produktionen aus den 80ern für das Kinderfernsehen mit einer schwarzen Puppe beförderte rassistische Vorurteile gegen Schwarze, woraufhin ihre persönliche Bewachung „zu ihrer eigenen Sicherheit“ erhöht wurde und ihr das Essen auf ihre komfortable Zelle gebracht wird. Um sich mit der schwarzen Fraktion im Gefängnis wieder gutzustellen, fälscht sie einen Kuss mit Black Cindy als Promifoto für Klatschmagazine, welches ihren Ruf in der Öffentlichkeit wiederherstellt.
Nach dem Aufstand wurde sie vorzeitig entlassen, um einer Klage zu entgehen.

### Sophia Burset

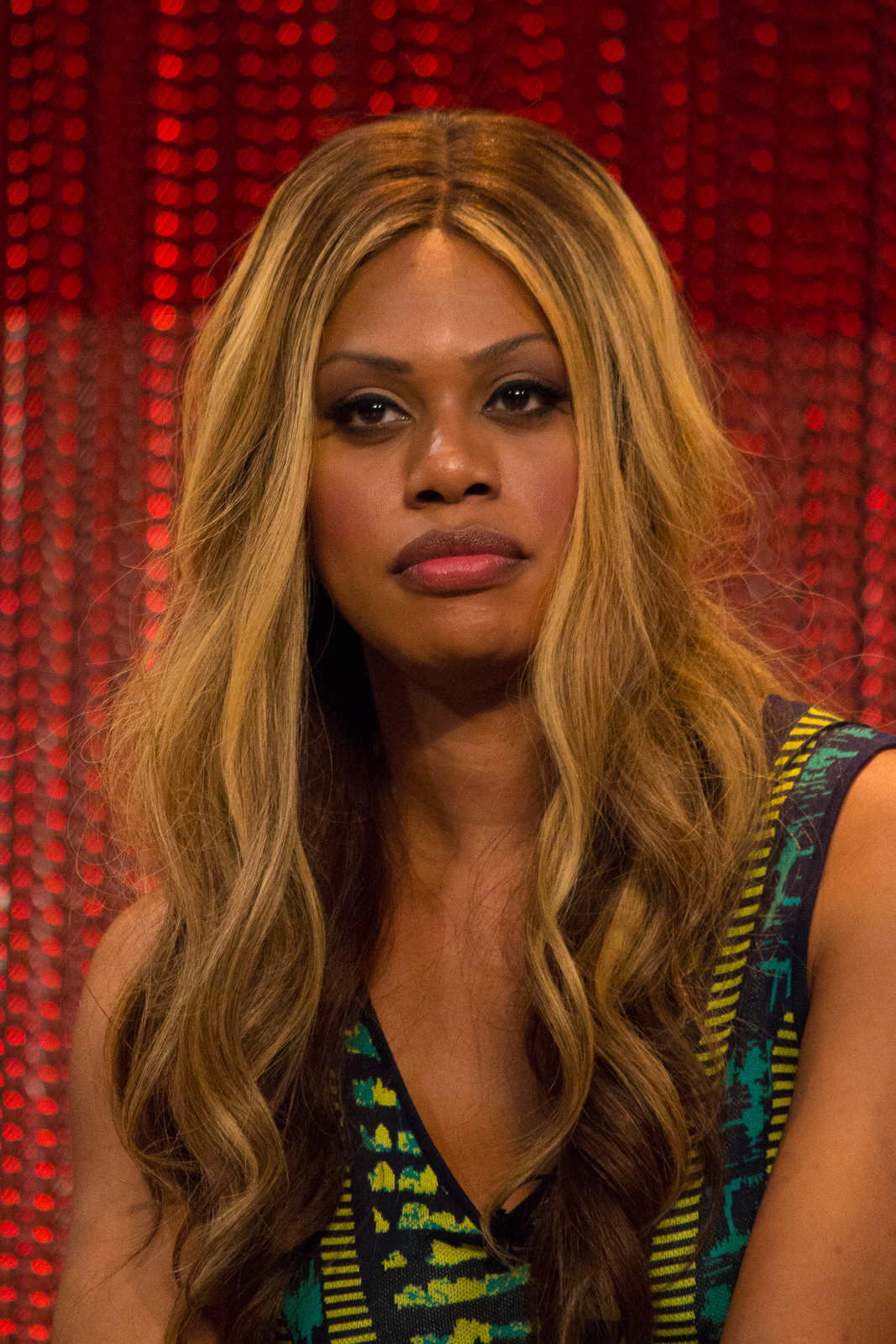
Laverne Cox spielt Sophia Burset

Eine schwarze Transgender-Insassin, die wegen Kreditkartenbetrugs von ihrem eigenen Sohn angezeigt und zu einer Haftstrafe in Litchfield verurteilt wird. Ihre Transition ist vollständig und abgeschlossen. Sie betrog mit Kreditkarten unter anderem, um ihre Hormontherapie und ihre Operation zu bezahlen. Im Gefängnis ist sie als Friseurin tätig und muss mit ihrer Ehefrau und deren neuem Partner, einem Pastor, ein Arrangement finden. Ihr Sohn Michael, der in die Pubertät kommt, bereitet seinen Müttern zunehmend Schwierigkeiten. Die gegen sie gerichteten Vorurteile beziehen sich nicht auf ihre Ethnie, sondern auf ihr Geschlecht, welches immer wieder Thema von Gesprächen und Anspielungen ist. Ihre Authentizität als menschliches Wesen mit Gefühlen wird – von den Insassinnen mehr als von den Wärtern – immer wieder in Frage gestellt.
Sie ist durch einen mütterlichen Streit mit Gloria und durch transfeindliche Gerüchte von Aleida zunehmend dem Hass von anderen Gefangenen ausgesetzt, welcher in einen gewalttätigen Übergriff gegen sie in ihrem Salon mündet. Eine Wache, die den Vorfall beobachtet, schreitet nicht ein, sondern flüchtet unter der Vorgabe, zu Caputo zu gehen. Sophia, sichtbar gezeichnet von dem Vorfall, fordert Untersuchungen und Sensibilitätstraining der Wachen und droht, Litchfield zu verklagen. MCC ordnet daraufhin ihre Isolationshaft „zu ihrer eigenen Sicherheit“ an. Sophias Frau werden Informationen über diese Maßnahme unter dem Freedom of Information Act verweigert, da die Bundesgefangene in einem Privatgefängnis festgehalten wird. Ein Foto, welches nach einem missglückten Versuch von Schwester Jane Ingalls von Caputo geschossen wird und Sophia in der von MCC bestrittenen Isolationshaft zeigt, setzt den Vorstand von MCC unter Druck.

### Thomas Humphrey
Thomas Humphrey ist ab der vierten Staffel Wärter in Litchfield und verhält sich überaus sadistisch. So zwingt er Maritza mit vorgehaltener Waffe dazu sich zu entscheiden, 10 tote Fliegen oder eine lebendige Baby-Maus zu essen oder nötigt Suzanne dazu ihre Freundin zu verprügeln. Diese traumatische Erfahrung von Suzanne führt in der Folge zum Tod von Poussey Washington. Im darauf folgenden gewalttätigen Aufstand erlangt Dayanara eine Waffe und richtet sie im Finale der vierten Staffel auf Humphrey.
Die fünfte Staffel beginnt mit Dayanaras Schuss in Humphreys Bein, so dass er schwer verletzt versorgt werden muss. Er stirbt im Lauf der fünften Staffel an den Folgen eines Schlaganfalles, verursacht durch Luft in seiner Infusion.

## Besetzung und Synchronisation
Die ersten drei Staffeln wurden im Studio Funk in Berlin und folgende Staffeln bei der Studio Hamburg Synchron vertont. Die Dialogbücher schrieb Thomas Rock, in den vorherigen Staffeln wurden die Bücher von Janne von Busse (Staffel 1 bis 3), Zoë Beck (Staffel 4) und Susanne Schwab (Staffel 5) verfasst. Die Dialogregie führte seit der vierten Staffel Engelbert von Nordhausen, unterstützt wurde er zudem von Karin Grüger. Vorher waren die Dialogregisseure Torsten Sense, Olaf Mierau und Janina Richter.

### Hauptbesetzung
| Rollenname                    | Schauspieler        | Hauptrolle           | Nebenrolle                 | Synchronsprecher                                               |
| ----------------------------- | ------------------- | -------------------- | -------------------------- | -------------------------------------------------------------- |
| Piper Chapman                 | Taylor Schilling    | 1.01–7.13            |                            | Nadine Heidenreich                                             |
| Galina „Red“ Reznikov         | Kate Mulgrew        | 1.01–7.13            |                            | Andrea Solter                                                  |
| Alex Vause                    | Laura Prepon        | 1.01–1.13, 3.01–7.13 | 2.01, 2.10–2.13            | Aline Staskowiak                                               |
| Sam Healy                     | Michael J. Harney   | 1.01–4.13            | 6.02, 7.07                 | Klaus Nietz                                                    |
| Larry Bloom                   | Jason Biggs         | 1.01–2.13            | 5.12, 7.01, 7.10, 7.13     | Kim Hasper                                                     |
| Miss Claudette Pelage         | Michelle Hurst      | 1.01–1.12            |                            | Beate Gerlach                                                  |
| Nicole „Nicky“ Nichols        | Natasha Lyonne      | 2.02–3.03, 4.04–7.13 | 1.01–1.13                  | Daniela Thuar                                                  |
| Suzanne „Crazy Eyes“ Warren   | Uzo Aduba           | 2.02–7.13            | 1.01–1.13                  | Dela Dabulamanzi                                               |
| Tasha „Taystee“ Jefferson     | Danielle Brooks     | 2.02–7.13            | 1.01–1.13                  | Maja Maneiro                                                   |
| Tiffany „Pennsatucky“ Doggett | Taryn Manning       | 2.02–7.13            | 1.05–1.13                  | Pegah Ferydoni                                                 |
| Lorna Morello                 | Yael Stone          | 3.01–7.13            | 1.01–2.13                  | Josephine Schmidt                                              |
| Dayanara „Daya“ Diaz          | Dascha Polanco      | 3.01–7.13            | 1.01–2.13                  | Lo Rivera                                                      |
| Gloria Mendoza                | Selenis Leyva       | 3.01–7.13            | 1.01–2.13                  | Isabel Fernández Casas (Staffel 1–4) Sabra Lopes (Staffel 5–7) |
| Joe Caputo                    | Nick Sandow         | 3.01–7.13            | 1.01–2.13                  | Peter Reinhardt                                                |
| Cindy „Black Cindy“ Hayes     | Adrienne C. Moore   | 3.01–7.13            | 1.07–2.13                  | Joseline Gassen                                                |
| Poussey Washington            | Samira Wiley        | 3.01–4.13            | 1.02–2.13, 5.06, 7.12      | Sarah Alles                                                    |
| Carrie „Big Boo“ Black        | Lea DeLaria         | 4.01–5.13            | 1.01–3.13, 6.03, 7.13      | Manon Straché (Staffel 1–3) Peggy Sander (Staffel 4–7)         |
| Aleida Diaz                   | Elizabeth Rodriguez | 4.06–7.13            | 1.01–4.05                  | Iris Artajo                                                    |
| Marisol „Flaca“ Gonzalez      | Jackie Cruz         | 4.01–7.13            | 1.02–3.13                  | Greta Galisch de Palma                                         |
| Maria Ruiz                    | Jessica Pimentel    | 5.01–7.13            | 1.02–4.13                  | Daniela Schneider                                              |
| Blanca Flores                 | Laura Gómez         | 6.01–7.13            | 1.01–5.13                  | Ana Kavalis (Staffel 1–5) Ramona Rockenhausen (Staffel 6–7)    |
| Frieda Berlin                 | Dale Soules         | 6.01–7.13            | 2.02–5.13                  | Isabella Grothe                                                |
| Joel Luschek                  | Matt Peters         | 6.04–7.13            | 1.02–5.13                  | Raffi Guessous                                                 |
| Natalie „Fig“ Figueroa        | Alysia Reiner       | 7.01–7.13            | 1.02–3.11, 4.12, 5.08–6.13 | Heide Domanowski                                               |

### Nebenbesetzung
| Rollenname                       | Schauspieler           | Nebenrolle                        | Synchronsprecher                                                                            |
| -------------------------------- | ---------------------- | --------------------------------- | ------------------------------------------------------------------------------------------- |
| Sophia Burset                    | Laverne Cox            | 1.01–6.13, 7.11                   | Arne Stephan                                                                                |
| Janae Watson                     | Vicky Jeudy            | 1.01–5.13, 7.13                   | Esra Vural                                                                                  |
| Erica „Yoga“ Jones               | Constance Shulman      | 1.01–5.13, 7.13                   | Daniela Reidies                                                                             |
| Gina Murphy                      | Abigail Savage         | 1.01–5.13, 7.13                   | Lotte Ohm                                                                                   |
| Anita DeMarco                    | Lin Tucci              | 1.01–5.13, 7.13                   | Marie Gruber (Staffel 1–4) Sabina Trooger (Staffel 5–7)                                     |
| Wanda Bell                       | Catherine Curtin       | 1.01–5.13, 7.13                   | Susanne Schwab                                                                              |
| Scott O’Neill                    | Joel Marsh Garland     | 1.01–5.13                         | Marko Bräutigam (Staffel 1–4) Werner Böhnke (Staffel 5)                                     |
| Igme Dimaguiba                   | Kaipo Schwab           | 1.01–4.13                         | Christopher Groß                                                                            |
| Wade Donaldson                   | Brendan Burke          | 1.01–4.12                         | Manolo Palma (Staffel 1–2, 4) Andreas Hosang (Staffel 3)                                    |
| Schwester Jane Ingalls           | Beth Fowler            | 1.01–4.10                         | Sonja Deutsch                                                                               |
| Cal Chapman                      | Michael Chernus        | 1.01–4.08, 6.13–7.07              | Christoph Banken (Staffel 1–4) Benjamin Kiesewetter (Staffel 6–7)                           |
| Elique Maxwell                   | Lolita Foster          | 1.01–3.13                         | Velia Krause                                                                                |
| George „Pornstache“ Mendez       | Pablo Schreiber        | 1.01–1.13, 2.08–3.10, 5.08, 7.13  | Robert Glatzeder (Staffel 1–3) Robert Levin (Staffel 5–7)                                   |
| Carol Chapman                    | Deborah Rush           | 1.01–3.04, 5.12–5.13, 7.11        | Liane Rudolph                                                                               |
| John Bennett                     | Matt McGorry           | 1.01–3.02                         | Oliver Bender                                                                               |
| Rosa „Miss Rosa“ Cisneros        | Barbara Rosenblat      | 1.01–2.13, 3.11                   | Gabriele Schäfer                                                                            |
| Polly Harper                     | Maria Dizzia           | 1.01–2.13, 7.10                   | Schaukje Könning (Staffel 1–2) Lisa Marie Becker (Staffel 7)                                |
| Pete Harper                      | Nick Stevenson         | 1.01–2.11                         | Max Urlacher                                                                                |
| Maritza Ramos                    | Diane Guerrero         | 1.02–5.13, 7.02–7.05              | Loretta Stern                                                                               |
| Mei Chang                        | Lori Tan Chinn         | 1.02–5.13, 7.13                   | Denise Gorzelanny                                                                           |
| Leanne Taylor                    | Emma Myles             | 1.02–5.13, 7.13                   | Lydia Morgenstern                                                                           |
| Norma Romano                     | Annie Golden           | 1.02–5.13, 7.13                   |                                                                                             |
| Tricia „Trish“ Miller            | Madeline Brewer        | 1.02–1.10                         | Yara Blümel                                                                                 |
| Gerrman „Weinende Frau“          | Tamara Torres          | 1.03–5.13                         | Gabriele Schramm-Philipp                                                                    |
| Crystal Burset                   | Tanya Wright           | 1.03–4.11, 6.13                   | Cathrin Vessen                                                                              |
| Cesar Velazquez                  | Berto Colon            | 1.05–3.13, 5.08, 7.01–7.13        | Martin Nunez (Staffel 1–5) Thomas Hupfer (Staffel 7)                                        |
| Susan Fischer                    | Lauren Lapkus          | 1.06–2.08, 7.07                   | Elke Appelt (Staffel 1–2) Antje Thiele (Staffel 7)                                          |
| Angie Rice                       | Julie Lake             | 1.10–5.13, 7.13                   | Sabine Winterfeldt                                                                          |
| Lolly Whitehill                  | Lori Petty             | 2.01, 3.06–4.13, 6.01–7.13        | Katrin Zimmermann                                                                           |
| Jennifer Digori                  | Olivia Luccardi        | 2.01, 4.01–5.13                   | Anita Hopt                                                                                  |
| Yadriel                          | Ian Paola              | 2.02–4.02, 5.11, 5.13, 7.06, 7.13 | Simon Derksen                                                                               |
| Irma Lerman                      | Yvette Freeman         | 2.02–3.03                         | Solveig Müller                                                                              |
| Vasily Reznikov                  | Alexander Wraith       | 2.02–3.01, 6.01–6.13              | Fabian Oscar Wien (Staffel 2–3) David Riedel (Staffel 6)                                    |
| Yvonne „Vee“ Parker              | Lorraine Toussaint     | 2.02–2.13                         | Arianne Borbach                                                                             |
| Taslitz                          | Judith Roberts         | 2.02–2.11, 4.06, 7.13             | Jessy Rameik                                                                                |
| Brook Soso                       | Kimiko Glenn           | 2.03–5.13, 7.13                   | Maria Hönig                                                                                 |
| Charles Ford                     | Germar Terrell Gardner | 2.06–3.13                         | Uwe Jellinek                                                                                |
| Kowalski                         | Hamilton Clancy        | 2.08–3.13                         | Joachim Kaps                                                                                |
| Maureen Kukudio                  | Emily Althaus          | 3.01–5.13                         | Anke Hillenbrand                                                                            |
| Berdie Rogers                    | Marsha Stephanie Blake | 3.01–3.11                         | Ilka Teichmüller                                                                            |
| Delia Mendez-Powell              | Mary Steenburgen       | 3.02–3.12, 5.08                   | Karin Grüger                                                                                |
| Judy King                        | Blair Brown            | 3.04–5.13, 7.13                   | Bea Tober                                                                                   |
| Danny Pearson                    | Mike Birbiglia         | 3.04–4.10                         | Markus Pfeiffer                                                                             |
| Charlie „Donuts“ Coates          | James McMenamin        | 3.06–6.05                         | Bastian Sierich                                                                             |
| Baxter „Gerber“ Bayley           | Alan Aisenberg         | 3.06–5.13                         | Benjamin Stöwe                                                                              |
| Vince Muccio                     | John Magaro            | 3.06–5.13, 7.04–7.11              | Jeffrey Wipprecht (Staffel 3–4) Alexander Ziegenbein (Staffel 5) Ulrich Blöcher (Staffel 7) |
| Stella Carlin                    | Ruby Rose              | 3.06–4.06                         | Nadja Schönfeldt                                                                            |
| Jeanie „Babs“ Babson             | Danielle Herbert       | 3.07–3.13, 5.05, 5.13             | Katja Hirsch                                                                                |
| Linda Ferguson                   | Beth Dover             | 3.08–7.13                         | Marion Musiol                                                                               |
| Alison Abdullah                  | Amanda Stephen         | 4.01–5.13                         | Katie Okwuazu                                                                               |
| Stephanie Hapakuka               | Jolene Purdy           | 4.01–5.13                         | Jenny Maria Meyer                                                                           |
| Carmen „Ouija“ Aziza             | Rosal Colon            | 4.01–5.13                         | Laura Landauer                                                                              |
| Ramona „Pidge“ Contreras         | Miriam Morales         | 4.01–5.13                         | Josefin Hagen                                                                               |
| Alana Dwight                     | Shannon Esper          | 4.01–6.12                         | Christina Wöllner                                                                           |
| Desmond „Desi“ Piscatella        | Brad William Henke     | 4.01–6.01                         | Tilo Schmitz                                                                                |
| Kasey Sanken                     | Kelly Karbacz          | 4.02–5.13, 7.13                   | Julia Blankenburg                                                                           |
| Irene „Zirconia“ Cabrera         | Daniella De Jesús      | 4.03–7.13                         | Katja Schmitz                                                                               |
| Bambi Artesian McCullough        | Emily Tarver           | 4.03–7.13                         | Katrin Jaehne                                                                               |
| Lee Dixon                        | Mike Houston           | 4.03–6.12                         |                                                                                             |
| Thomas Humphrey                  | Michael Torpey         | 4.03–5.13                         |                                                                                             |
| Michelle Carreras                | Arianda Fernandez      | 4.04–5.13                         | Anna Amalie Blomeyer                                                                        |
| Blake Stratman                   | Evan Hall              | 4.05–5.13                         | Christoph Drobig                                                                            |
| Ryder Blake                      | Nick Dillenburg        | 4.05–7.13                         | Thomas Sauermann                                                                            |
| Helen „Skinhead Helen“ Van Maele | Francesca Curran       | 4.06–5.13                         | Linda Stelzner                                                                              |
| Brandy Epps                      | Asia Kate Dillon       | 4.06–5.13                         | Denise Kanty                                                                                |
| Josh                             | John Palladino         | 4.11–5.13                         | Adam Nümm                                                                                   |
| Adarsh                           | Gerrard Lobo           | 5.02–5.13                         | Armin Schlagwein                                                                            |
| Nita Reddy                       | Gita Reddy             | 5.04–5.13                         | Traudel Sperber                                                                             |
| Herrmann                         | Jason Altman           | 5.13–6.12                         | Stefan Bergel                                                                               |
| Madison „Badison“ Murphy         | Amanda Fuller          | 6.01–7.03                         | Bettina von Nordhausen                                                                      |
| Tamika Ward                      | Susan Heyward          | 6.01–7.13                         | Daniela Grubert                                                                             |
| Javier Mateo Alvarez             | Nicholas Webber        | 6.01–7.13                         | Matthias Scherwenikas                                                                       |
| Virginia „Ginger“ Copeland       | Shwana Hamic           | 6.01–7.13                         | Johanna Magdalena Schmidt                                                                   |
| Danilo Stefanovic                | Josh Segarra           | 6.02–6.12                         | Daniel Montoya                                                                              |
| Beth Hoefler                     | Finnerty Steeves       | 6.02–6.12                         | Laura Preiss Dina Kürten (6.10)                                                             |
| Dominga „Daddy“ Duarte           | Vicci Martinez         | 6.02–7.01                         | Ana Purwa                                                                                   |
| Carol Denning                    | Henny Russell          | 6.02–6.13                         | Cornelia Waibel                                                                             |
| Barbara „Barb“ Denning           | Mackenzie Phillips     | 6.02–6.13                         | Anna Dramski                                                                                |
| Greg Hellman                     | Greg Vrotsos           | 6.02–7.13                         | Paul Matzke                                                                                 |
| Jarod Young                      | Brandon Wellington     | 6.02–7.13                         |                                                                                             |
| Raquel „Creech“ Munoz            | Besanya Santiago       | 6.02–6.13                         | Antje Härle                                                                                 |
| Rick Hopper                      | Hunter Emery           | 6.02–6.13                         | Nils Nelleßen                                                                               |

Anmerkungen:
1. 1 2  Meist unregelmäßige Auftritte im genannten Zeitraum.

## Produktion
Im Juli 2011 wurde bekanntgegeben, dass Lionsgate Television und Netflix über eine Serienfassung des autobiografischen Piper Kerman Buchs Orange Is the New Black verhandeln. Die Drehbuchidee stammt von der Weeds-Erfinderin Jenji Kohan. Netflix finanzierte eine 13-teilige Webserie. Nach einem Casting im August 2012 stießen Taylor Schilling als Hauptfigur und Jason Biggs als ihr Verlobter als Erstes zur Serie. Kurz darauf folgten Laura Prepon und Yael Stone. Produzenten der Serie sind Jenji Kohan und Liz Friedman. Die erste Staffel wurde ab März 2013 in Rockland produziert.
Zwei Wochen vor der Veröffentlichung, im Juni 2013, wurde die Serie um eine zweite Staffel verlängert, die ab Ende Juli 2013 bis Februar 2014 in New York gedreht wurde. Rund einen Monat später stiegen Taryn Manning, Danielle Brooks und Uzo Aduba in den Hauptcast auf. Laura Prepon wurde von einer Hauptdarstellerin zum wiederkehrenden Gaststar abgestuft. Im April 2014 wurde bekanntgegeben, dass sie wegen anderer Termine nicht in allen Episoden der zweiten Staffel der Serie erscheinen werde, für eine dritte Staffel jedoch wieder komplett zur Verfügung stehen würde.
Anfang Mai 2014 wurde eine dritte Staffel bestellt. Für diese Staffel werden die Rollen von Nick Sandow, Selenis Leyva, Adrienne C. Moore, Samira Wiley, Yael Stone und Dascha Polanco zu Hauptrollen ausgebaut.
Zwei Monate vor Premiere der dritten Staffel wurde die Serie von Netflix um eine vierte Staffel verlängert. Für diese wurden Lea DeLaria und Jackie Cruz in den Hauptcast befördert. Noch vor Start der vierten Staffel verlängerte Netflix die Serie Anfang Februar 2016 um eine fünfte, sechste und siebte Staffel. Die Serie endete mit der siebten Staffel im Jahr 2019.

## Veröffentlichung
Am 11. Juli 2013 veröffentlichte Netflix die komplette erste Staffel, die 13 Episoden umfasst. Die Veröffentlichung der kompletten zweiten Staffel fand am 6. Juni 2014 statt.
Im deutschsprachigen Raum veröffentlichte Netflix am 16. September 2014 zum Deutschlandstart des VoD-Anbieters die ersten beiden Staffeln der Serie. Die Episoden können wahlweise im Originalton, mit deutscher Synchronisation oder mit Untertiteln angesehen werden. Die dritte Staffel ist seit dem 12. Juni 2015 und die vierte Staffel seit dem 17. Juni 2016 auf Netflix in Deutschland und den USA verfügbar. Die fünfte Staffel wurde am 9. Juni 2017 in Deutschland und den USA veröffentlicht.
Auf DVD und Blu-ray erschien die erste Staffel in den Vereinigten Staaten am 13. Mai und im Vereinigten Königreich am 19. Mai 2014. Im Februar 2015 ist die wahre Geschichte von Piper Chapman als Taschenbuch „Orange is the New Black“ unter ihrem echten Namen Piper Kerman in Deutschland erschienen.
ZDFneo hat sich schließlich die Ausstrahlungsrechte fürs deutsche Free-TV gesichert. Die Serie startete dort am 20. April 2017.
Ende April 2017 wurde bekannt, dass ein Hacker die ersten zehn Folgen der fünften Staffel durch eine Sicherheitslücke bei einer Nachbearbeitungsfirma stehlen konnte. Am 29. April 2017 wurden die betroffenen Folgen online durch den Hacker veröffentlicht, nachdem Netflix auf eine Lösegeldforderung nicht eingegangen ist. Seitdem wird der Vorfall durch US-amerikanische Strafverfolgungsbehörden untersucht, wie Netflix bestätigte. Ungeachtet der Vorkommnisse wurde die fünfte Staffel am 9. Juni 2017 wie geplant veröffentlicht. Die Veröffentlichung der siebten und damit letzten Staffel fand am 26. Juli 2019 statt.

## Rezeption

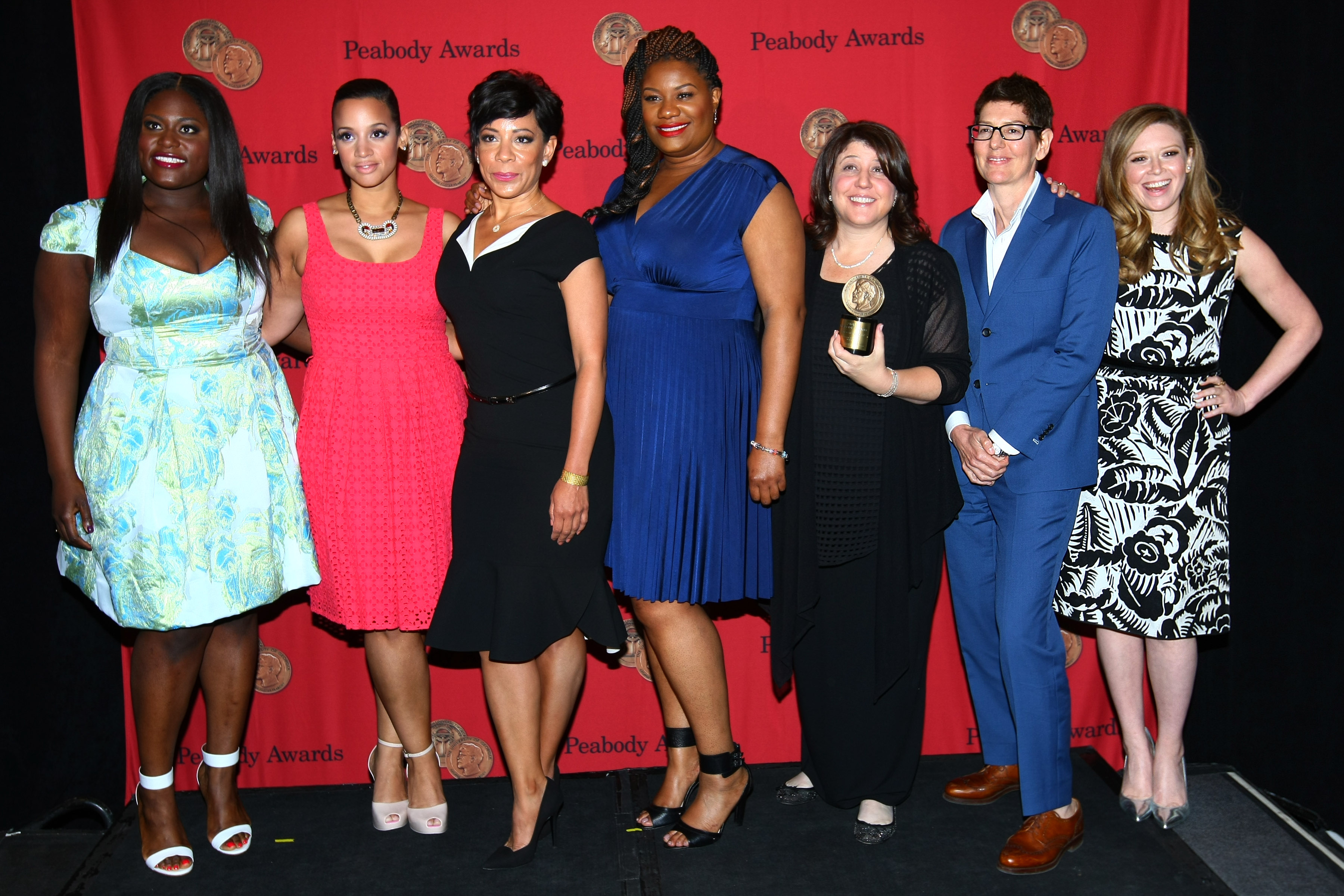
Ein Teil der Besetzung und Crew der Serie beim Peabody Award 2014

### Kritik
Loryn Pörschke von Serienjunkies.de schrieb 2013: „Die Serie Orange is the New Black bezaubert mit starken Figuren, schwarzem Humor und einer cleveren Geschichte. Nicht nur in der notorisch dünn besiedelten Sommerserienlandschaft ein echter Tipp, dem man eine Chance geben sollte.“
Entertainment Weekly wählte die sechste Folge der ersten Staffel, „WAC Pack“, auf Platz 6 ihrer Top 10 der besten Serienfolgen des Jahres 2013.
Die erste Staffel der Serie erhielt bei Metacritic einen Metascore von 79/100 basierend auf 32 Rezensionen, während die zweite Staffel mit einem Metascore von 89/100 bei Metacritic gelistet ist.

## Auszeichnungen und Nominierungen
2014:
- Critics’ Choice Television Awards 2014:

- Best Comedy Series – Orange Is the New Black – gewonnen
- Best Supporting Actress in a Comedy Series – Kate Mulgrew – gewonnen
- Best Supporting Actress in a Comedy Series – Laverne Cox – nominiert
- Best Guest Performer in a Comedy Series – Uzo Aduba – gewonnen

- Golden Globe 2014:

- Best Actress in a Television Series – Drama – Taylor Schilling – nominiert

- GLAAD Media Award:

- Outstanding Comedy Series – Orange Is the New Black – gewonnen

- 56th Annual Grammy Awards:

- Best Song Written for Visual Media – Regina Spektor – „You’ve Got Time“ – nominiert

- Emmy 2014:

- Outstanding Comedy Series – Orange Is the New Black – nominiert
- Outstanding Lead Actress in a Comedy Series – Taylor Schilling – nominiert
- Outstanding Supporting Actress in a Comedy Series – Kate Mulgrew – nominiert
- Outstanding Guest Actress in a Comedy Series – Uzo Aduba – gewonnen
- Outstanding Guest Actress in a Comedy Series – Laverne Cox – nominiert
- Outstanding Guest Actress in a Comedy Series – Natasha Lyonne – nominiert
- Outstanding Directing for a Comedy Series – Jodie Foster – nominiert
- Outstanding Writing for a Comedy Series – Liz Friedman & Jenji Kohan – nominiert
- Outstanding Casting for a Comedy Series – Jennifer Euston – gewonnen
- Outstanding Single-Camera Picture Editing for a Comedy Series – William Turro – gewonnen
- Outstanding Single-Camera Picture Editing for a Comedy Series – Shannon Mitchell – nominiert
- Outstanding Single-Camera Picture Editing for a Comedy Series – Michael S. Stern – nominiert

- 40th Annual People’s Choice Awards:

- Favorite Streaming Series – Orange Is the New Black – gewonnen

- Satellite Awards 2014:

- Best Television Series – Musical or Comedy – Orange Is the New Black – gewonnen
- Best Cast – Television Series – Orange Is the New Black – gewonnen
- Best Actress in a Television Series – Musical or Comedy – Taylor Schilling – gewonnen
- Best Supporting Actress – Series, Miniseries, or Television Film – Laura Prepon – gewonnen
- Best Supporting Actress – Series, Miniseries, or Television Film – Uzo Aduba – nominiert

- TCA Award:

- Program of the Year – Orange Is the New Black – nominiert
- Outstanding New Program – Orange Is the New Black – gewonnen

- 66th Writers Guild of America Awards:

- Best Comedy Series – Orange Is the New Black – nominiert
- Best New Series – Orange Is the New Black – nominiert
- Best Episodic Comedy – Liz Friedman & Jenji Kohan – nominiert
- Best Episodic Comedy – Sian Heder – nominiert

- 2014 Young Hollywood Awards:

- Best Cast Chemistry – TV series – Orange Is the New Black – nominiert
- Bingeworthy TV series – Orange Is the New Black – gewonnen
- Breakthrough Actress – Danielle Brooks – gewonnen
- We Love to Hate You – Pablo Schreiber – gewonnen

2015:
- 41th Annual People’s Choice Awards:

- Favorite TV Dramedy – Orange Is the New Black – gewonnen

- Satellite Awards 2015:

- Best Musical or Comedy Series – Orange Is the New Black – nominiert
- Best Actress in a Musical or Comedy Series – Taylor Schilling – nominiert

- 26th Producers Guild of America Awards:

- Best Episodic Comedy – Mark A. Burley, Sara Hess, Jenji Kohan, Gary Lennon, Neri Tannenbaum, Michael Trim, Lisa I. Vinnecour – nominiert

- 67th Writers Guild of America Awards:

- Best Comedy Series – Orange Is the New Black – nominiert
- Best Episodic Comedy – Nick Jones – nominiert

- Golden Globe 2015:

- Best Television Series – Musical or Comedy – Orange Is the New Black – nominiert
- Best Actress – Television Series Musical or Comedy – Taylor Schilling – nominiert
- Best Supporting Actress – Series, Miniseries or Television Film – Uzo Aduba – nominiert

- Emmy 2015:

- Outstanding Drama Series – Orange Is the New Black – nominiert

2017:
- Screen Actors Guild Awards 2017:

- Bestes Schauspielensemble – Komödie – Orange Is the New Black – gewonnen
- Beste Darstellerin in einer Fernsehserie – Komödie – Uzo Aduba – nominiert

- Goldene Kamera Digital Award 2017:

- #Serie – Orange Is the New Black – nominiert